# Catalogue Köchel
Ne pas confondre avec le catalogue de Kirkpatrick répertoriant les œuvres de Scarlatti.
Le catalogue Köchel ou Köchelverzeichnis en allemand, est un inventaire chronologique des œuvres de Wolfgang Amadeus Mozart, dressé par Ludwig von Köchel puis complété après sa mort par d'autres spécialistes.

## Historique

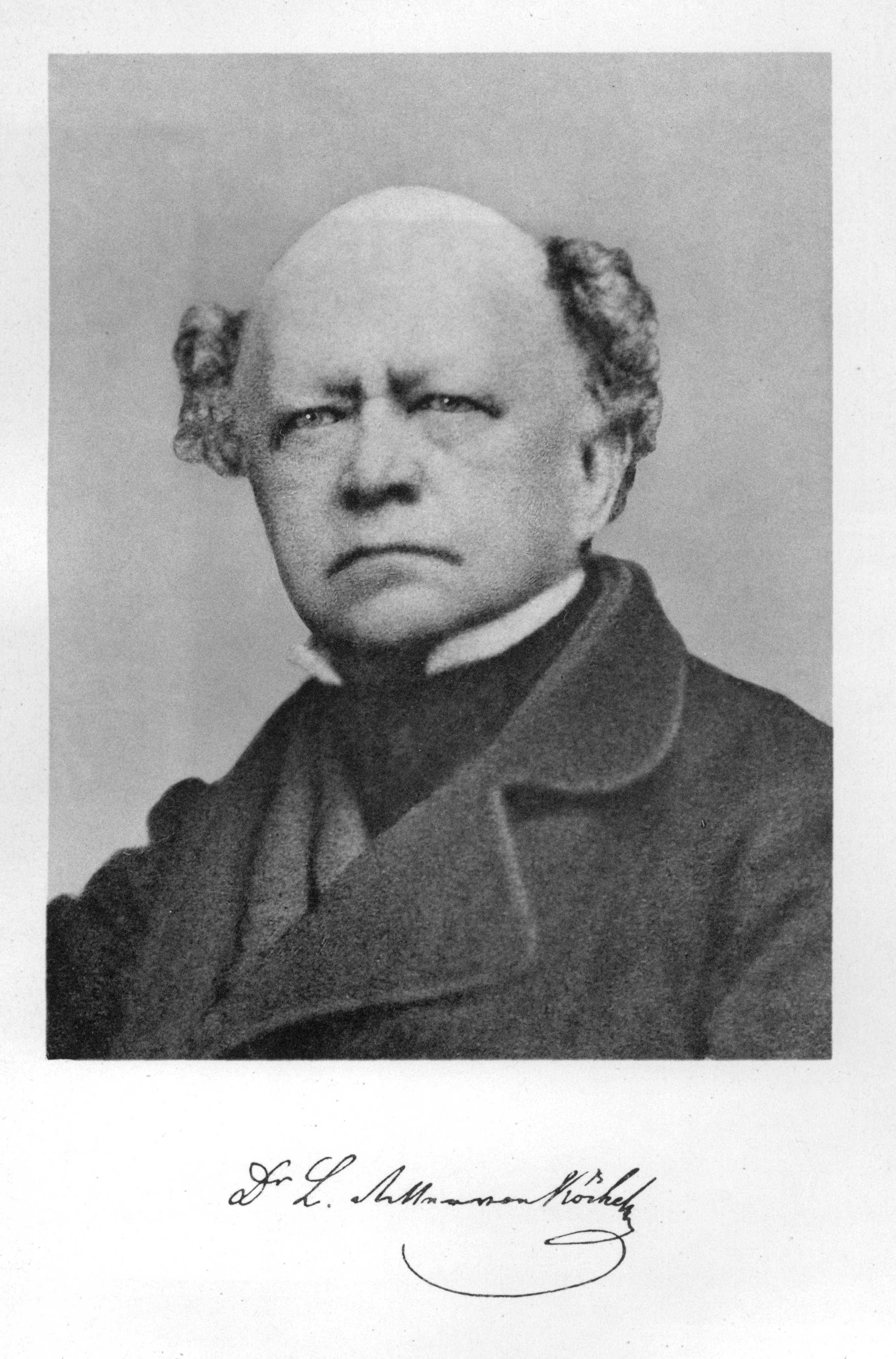
Portrait du docteur Ludwig von Köchel c. 1882.

Les premières tentatives de catalogage ont été faites par le père de Mozart, Leopold, qui a compilé en 1768 un document intitulé Verzeichnisz / alles desjenigen was dieses 12jähriger Knab seit / seinem 7ten Jahre componiert und in originali / kann aufzeigent, ainsi que par Mozart lui-même qui, à partir de février 1784, tint un manuscrit Verzeichnüss aller meiner Werke, qui est cependant incomplet et ne comprend pas de nombreuses compositions antérieures ainsi que des œuvres occasionnelles et des fragments. D'importants travaux préparatoires furent réalisés par Franz Gleissner et Heinrich Henkel (de) qui, à la demande de l'éditeur de musique Johann Anton André, cataloguèrent le fonds disponible dans les archives de son éditeur (publié en 1841). Mais c'est Ludwig von Köchel qui, le premier, tenta d'établir un répertoire complet. Il rassembla de nombreux faits sur Mozart et numérota ses œuvres dans l'ordre chronologique. La première édition du répertoire a été publiée en 1862, et depuis, des musicologues de renom l'ont mis à jour en fonction des dernières recherches.
À partir de la 3e édition (1937, par Alfred Einstein), les numéros de plusieurs œuvres ont été modifiés ; les nouveaux numéros ont été classés par ordre chronologique et contiennent souvent une lettre minuscule supplémentaire (par exemple "Sinfonia concertante pour violon et alto en mi bémol majeur", initialement KV 364 - maintenant KV 320d). La 6e édition (1964, par Franz Giegling, Gerd Sievers et Alexander Weinmann) a apporté des modifications particulièrement nombreuses. Ces modifications ont permis de prendre en compte de nouvelles connaissances sur la chronologie de la création des œuvres et sur le contexte des différentes œuvres.
En dehors du monde scientifique, ces modifications ne se sont pas imposées. Les éditeurs de musique, les organisateurs de concerts, les auteurs de manuels populaires et l'industrie musicale continuent d'utiliser la numérotation originale de Köchel. Souvent, les deux numérotations sont également indiquées, par exemple sous la forme KV 110 (KV6 75b).
La 8e édition du Köchelverzeichnis, actuellement disponible, est la deuxième réimpression de la 6e édition de 1964.

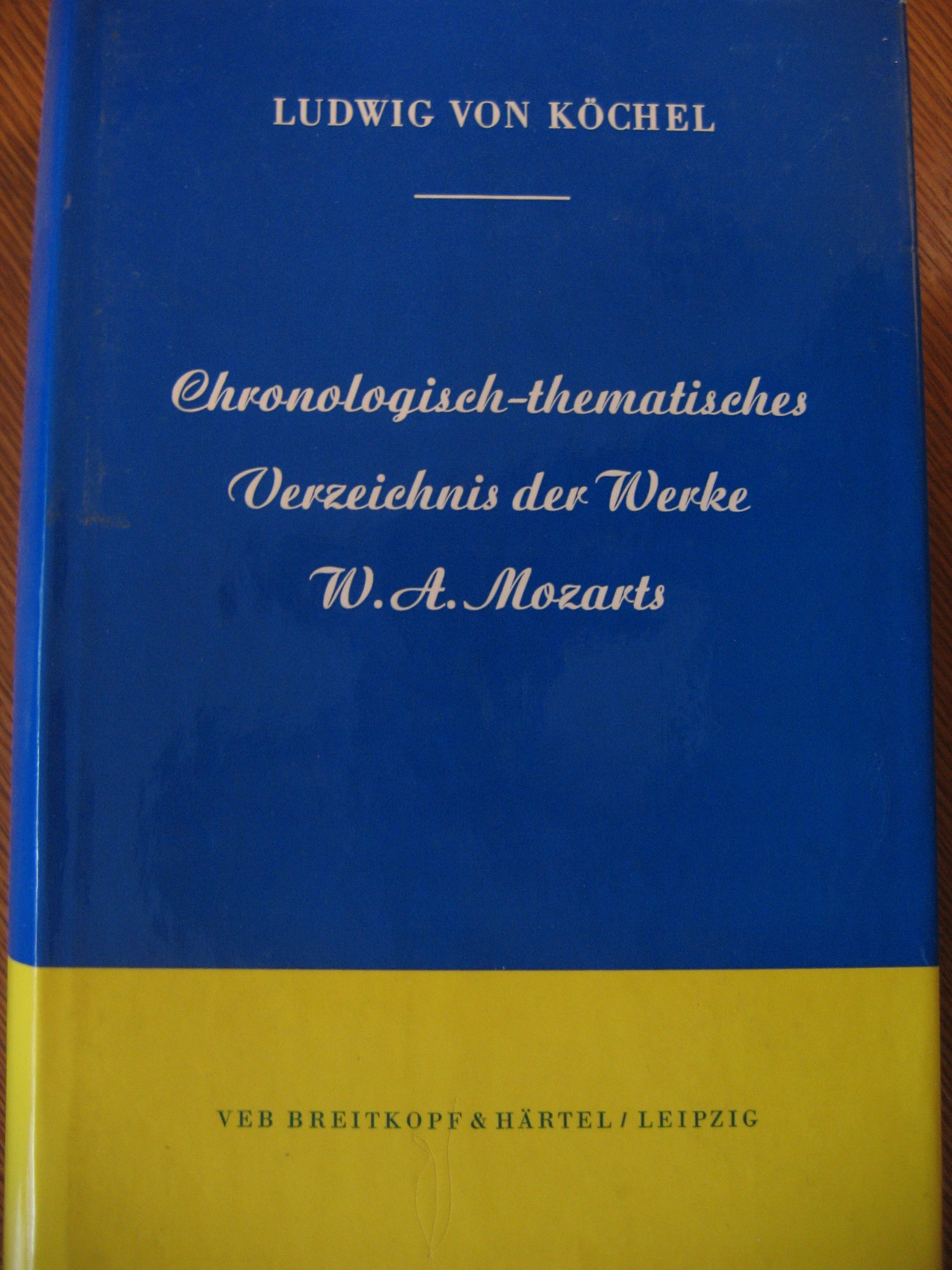
Première de couverture d'une édition imprimée du catalogue, publiée en 1975.

Les différentes versions publiées par Breitkopf & Härtel sont les suivantes :
| Édition | Année | Éditeurs                                                                               | Note |
| ------- | ----- | -------------------------------------------------------------------------------------- | --- |
| 1       | 1862  | Ludwig von Köchel                                                                      | Original |
| 2       | 1905  | Paul von Waldersee                                                                     | Révisions limitées : essentiellement des pièces découvertes entre-temps                                                  |
| 3       | 1937  | Alfred Einstein                                                                        | |
| 4       | 1958  | Alfred Einstein                                                                        | Réimpression sans changement                                                                                             |
| 5       | 1961  | Alfred Einstein                                                                        | Réimpression sans changement                                                                                             |
| 6       | 1964  | Franz Giegling (1921-2007), Gerd Sievers (1915-1989) et Alexander Weinmann (1901–1987) | |
| 7       | 1965  | Franz Giegling (1921-2007), Gerd Sievers (1915-1989) et Alexander Weinmann (1901–1987) | Réimpression sans changement                                                                                             |
| 8       | 1983  | Franz Giegling (1921-2007), Gerd Sievers (1915-1989) et Alexander Weinmann (1901–1987) | Réimpression sans changement                                                                                             |
| 9       | 2024  | Neal Zaslaw                                                                            | Abandon de l'ordre chronologique. Rajout de 90 nouvelles œuvres, principalement perdues ou douteuses, à partir de K. 627 |

En 1993, l'éditeur Breitkopf & Härtel a réuni une équipe d'experts sous la direction du musicologue américain Neal Zaslaw pour la préparation d'une nouvelle édition du catalogue Köchel. Le travail a été réalisé sous forme manuscrite et devait être publié en allemand sous forme de livre en 2013, mais le projet a pris du retard « comme on ne finit jamais avec Mozart ». La maison d'édition indiquait alors pour les évolutions apportées : « Le changement le plus important réside dans le fait que les références originales (de classification) KV vont être réintroduites et la double référence (KV et K) avec parenthèses va disparaître ». Le nouveau catalogue est finalement publié en septembre 2024.
Parallèlement, il existe des projets numériques alternatifs proposant des catalogues en ligne mis à jour au gré des travaux des chercheurs comme celui du Digitalen Mozart-Edition (DME).

## Catalogue des œuvres
Les références des œuvres du catalogue Köchel sont habituellement abrégées K ou KV (pour « Köchelverzeichnis »). Le tableau ci-dessous reprend l'ensemble de cette classification. Les œuvres sont triées suivant les références de la sixième édition (colonne K6). Les références de la première édition (colonne K1) sont aussi indiquées.

## KV 1-50
| K1       | K6    | Titre | Dates de composition          | Date de création             | Lieu                        | Incipit / Note |
| -------- | ----- | --- | ----------------------------- | ---------------------------- | --------------------------- | --- |
|          | 1a    | Andante en do majeur pour piano                                                                                               | début 1761                    |                              | Salzbourg                   | |
|          | 1b    | Allegro en do majeur pour piano                                                                                               | début 1761                    |                              | Salzbourg                   | La lecture audio n'est pas prise en charge dans votre navigateur. Vous pouvez télécharger le fichier audio. |
|          | 1c    | Allegro en fa majeur pour piano                                                                                               | 11 décembre 1761              |                              | Salzbourg                   | |
|          | 1d    | Menuet en fa majeur pour piano                                                                                                | 16 décembre 1761              |                              | Salzbourg                   | La lecture audio n'est pas prise en charge dans votre navigateur. Vous pouvez télécharger le fichier audio. |
| 1        | 1e    | Menuet en sol majeur avec trio en do majeur pour piano                                                                        | décembre 1761 ou janvier 1762 |                              | Salzbourg                   | La lecture audio n'est pas prise en charge dans votre navigateur. Vous pouvez télécharger le fichier audio. |
|          | 1f    | Menuet en do majeur pour piano                                                                                                | décembre 1761 ou janvier 1762 |                              | Salzbourg                   | |
| 2        | 2     | Menuet en fa majeur pour piano                                                                                                | janvier 1762                  |                              | Salzbourg                   | La lecture audio n'est pas prise en charge dans votre navigateur. Vous pouvez télécharger le fichier audio. |
| 3        | 3     | Allegro en si bémol majeur pour piano                                                                                         | 4 mars 1762                   |                              | Salzbourg                   | La lecture audio n'est pas prise en charge dans votre navigateur. Vous pouvez télécharger le fichier audio. |
| 4        | 4     | Menuet en fa majeur pour piano                                                                                                | 11 mai 1762                   |                              | Salzbourg                   | La lecture audio n'est pas prise en charge dans votre navigateur. Vous pouvez télécharger le fichier audio. |
| 5        | 5     | Menuet en fa majeur pour piano                                                                                                | 5 juillet 1762                |                              | Salzbourg                   | La lecture audio n'est pas prise en charge dans votre navigateur. Vous pouvez télécharger le fichier audio. |
| 9a       | 5a    | Allegro en do majeur pour piano                                                                                               | Été 1763                      |                              |                             | La lecture audio n'est pas prise en charge dans votre navigateur. Vous pouvez télécharger le fichier audio. |
| 9b       | 5b    | Andante en si bémol majeur pour piano                                                                                         | 1763                          |                              |                             | Fragment de 43 mesures |
| 6        | 6     | Sonate no 1 en do majeur pour piano ou pour violon et piano                                                                   | 1762/janvier 1764             |                              | Salzbourg, Bruxelles, Paris | La lecture audio n'est pas prise en charge dans votre navigateur. Vous pouvez télécharger le fichier audio. Allegro (14 octobre 1763) ; Andante ; menuet I, II (16 juillet 1762) ; allegro molto. Pub. Paris avec le K.7 comme opus 1 en 1764                       |
| 7        | 7     | Sonate no 2 en ré majeur pour piano ou pour violon et piano                                                                   | 1763/janvier 1764             |                              | Paris                       | La lecture audio n'est pas prise en charge dans votre navigateur. Vous pouvez télécharger le fichier audio. Allegro molto ; adagio ; menuet I (30 novembre 1763), II. Publié avec le K.6 en tant qu'opus 1.                                                         |
| 8        | 8     | Sonate no 3 en si bémol majeur pour violon et piano                                                                           | 1763/janvier 1764             |                              | Paris                       | La lecture audio n'est pas prise en charge dans votre navigateur. Vous pouvez télécharger le fichier audio. Allegro (21 novembre 1763) ; andante grazioso ; menuet I, II. Publié comme opus 2 en 1764 avec le K.9.                                                  |
| 9        | 9     | Sonate no 4 en sol majeur pour violon et piano                                                                                | janvier 1764                  |                              | Paris                       | La lecture audio n'est pas prise en charge dans votre navigateur. Vous pouvez télécharger le fichier audio. Allegro spirituoso ; andante ; menuet I, II. Publié comme opus 2 en 1764 avec le K.8.                                                                   |
| 10       | 10    | Sonate en si bémol majeur pour violon ou flûte et piano avec violoncelle ad lib.                                              | 1764                          |                              | Londres                     | La lecture audio n'est pas prise en charge dans votre navigateur. Vous pouvez télécharger le fichier audio. |
| 11       | 11    | Sonate en sol majeur pour violon ou flûte et piano avec violoncelle ad lib.                                                   | 1764                          |                              | Londres                     | La lecture audio n'est pas prise en charge dans votre navigateur. Vous pouvez télécharger le fichier audio. |
| 12       | 12    | Sonate en la majeur pour violon ou flûte et piano avec violoncelle ad lib.                                                    | 1764                          |                              | Londres                     | La lecture audio n'est pas prise en charge dans votre navigateur. Vous pouvez télécharger le fichier audio. |
| 13       | 13    | Sonate en fa majeur pour violon ou flûte et piano avec violoncelle ad lib.                                                    | 1764                          |                              | Londres                     | La lecture audio n'est pas prise en charge dans votre navigateur. Vous pouvez télécharger le fichier audio. |
| 14       | 14    | Sonate en do majeur pour violon ou flûte et piano avec violoncelle ad lib.                                                    | 1764                          |                              | Londres                     | La lecture audio n'est pas prise en charge dans votre navigateur. Vous pouvez télécharger le fichier audio. |
| 15       | 15    | Sonate en si bémol majeur pour violon ou flûte et piano avec violoncelle ad lib.                                              | 1764                          |                              | Londres                     | La lecture audio n'est pas prise en charge dans votre navigateur. Vous pouvez télécharger le fichier audio. |
|          | 15a   | Allegro en fa majeur pour piano                                                                                               | 1764                          |                              | Londres                     | La lecture audio n'est pas prise en charge dans votre navigateur. Vous pouvez télécharger le fichier audio. |
|          | 15b   | Andantino en do majeur pour piano                                                                                             | 1764                          |                              | Londres                     | La lecture audio n'est pas prise en charge dans votre navigateur. Vous pouvez télécharger le fichier audio. |
|          | 15c   | Menuet en sol majeur pour piano                                                                                               | 1764                          |                              | Londres                     | La lecture audio n'est pas prise en charge dans votre navigateur. Vous pouvez télécharger le fichier audio. |
|          | 15d   | Rondeau en ré majeur pour piano                                                                                               | 1764                          |                              | Londres                     | La lecture audio n'est pas prise en charge dans votre navigateur. Vous pouvez télécharger le fichier audio. |
|          | 15e   | Contredanse en sol majeur pour piano                                                                                          | 1764                          |                              | Londres                     | La lecture audio n'est pas prise en charge dans votre navigateur. Vous pouvez télécharger le fichier audio. |
|          | 15f   | Tempo di Menuetto en do majeur pour piano                                                                                     | 1764                          |                              | Londres                     | La lecture audio n'est pas prise en charge dans votre navigateur. Vous pouvez télécharger le fichier audio. |
|          | 15g   | Prélude en sol majeur pour orgue                                                                                              | 1764                          |                              | Londres                     | La lecture audio n'est pas prise en charge dans votre navigateur. Vous pouvez télécharger le fichier audio. |
|          | 15h   | Contredanse en fa majeur pour piano                                                                                           | 1764                          |                              | Londres                     | La lecture audio n'est pas prise en charge dans votre navigateur. Vous pouvez télécharger le fichier audio. |
|          | 15i   | Menuet en la majeur pour piano                                                                                                | 1764                          |                              | Londres                     | La lecture audio n'est pas prise en charge dans votre navigateur. Vous pouvez télécharger le fichier audio. |
|          | 15k   | Menuet en la majeur pour piano                                                                                                | 1764                          |                              | Londres                     | |
|          | 15l   | Contredanse en la majeur/mineur pour piano                                                                                    | 1764                          |                              | Londres                     | La lecture audio n'est pas prise en charge dans votre navigateur. Vous pouvez télécharger le fichier audio. |
|          | 15m   | Menuet en fa majeur pour piano                                                                                                | 1764                          |                              | Londres                     | La lecture audio n'est pas prise en charge dans votre navigateur. Vous pouvez télécharger le fichier audio. |
|          | 15n   | Andante en do majeur pour piano                                                                                               | 1764                          |                              | Londres                     | La lecture audio n'est pas prise en charge dans votre navigateur. Vous pouvez télécharger le fichier audio. |
|          | 15o   | Andante en ré majeur pour piano                                                                                               | 1764                          |                              | Londres                     | La lecture audio n'est pas prise en charge dans votre navigateur. Vous pouvez télécharger le fichier audio. |
|          | 15p   | Mouvement de sonate en sol majeur pour piano                                                                                  | 1764                          |                              | Londres                     | La lecture audio n'est pas prise en charge dans votre navigateur. Vous pouvez télécharger le fichier audio. |
|          | 15q   | Andante/Prélude en si bémol majeur pour piano                                                                                 | 1764                          |                              | Londres                     | La lecture audio n'est pas prise en charge dans votre navigateur. Vous pouvez télécharger le fichier audio. |
|          | 15r   | Andante en sol majeur pour piano                                                                                              | 1764                          |                              | Londres                     | La lecture audio n'est pas prise en charge dans votre navigateur. Vous pouvez télécharger le fichier audio. |
|          | 15s   | Rondeau en do majeur/do mineur pour piano                                                                                     | 1764                          |                              | Londres                     | La lecture audio n'est pas prise en charge dans votre navigateur. Vous pouvez télécharger le fichier audio. |
|          | 15t   | Mouvement de sonate en fa majeur pour piano                                                                                   | 1764                          |                              | Londres                     | |
|          | 15u   | Siciliano en ré mineur pour piano                                                                                             | 1764                          |                              | Londres                     | |
|          | 15v   | Mouvement final de sonate en fa majeur pour piano                                                                             | 1764                          |                              | Londres                     | |
|          | 15w   | Allemande en si bémol majeur pour piano                                                                                       | 1764                          |                              | Londres                     | |
|          | 15x   | Mouvement final de sonate en fa majeur pour piano                                                                             | 1764                          |                              | Londres                     | |
|          | 15y   | Minuetto en sol majeur pour piano                                                                                             | 1764                          |                              | Londres                     | |
|          | 15z   | Gigue en do majeur pour piano                                                                                                 | 1764                          |                              | Londres                     | |
|          | 15aa  | Mouvement final d'une sonate en si bémol majeur pour piano                                                                    | 1764 ou 1765                  |                              | Londres                     | |
|          | 15bb  | Mouvement final d'une sonate en ré majeur pour piano                                                                          | 1764 ou 1765                  |                              | Londres                     | |
|          | 15cc  | Tempo di minuetto en mi bémol majeur pour piano                                                                               | 1764 ou 1765                  |                              | Londres                     | |
|          | 15dd  | Andante en la bémol majeur pour piano                                                                                         | 1764 ou 1765                  |                              | Londres                     | |
|          | 15ee  | Minuetto en mi bémol majeur pour piano                                                                                        | 1764 ou 1765                  |                              | Londres                     | |
|          | 15ff  | Minuetto en fa majeur pour piano                                                                                              | 1764 ou 1765                  |                              | Londres                     | |
|          | 15gg  | Contredanse en rondeau en si bémol majeur pour piano                                                                          | 1764 ou 1765                  |                              | Londres                     | |
|          | 15hh  | Rondeau en fa majeur pour piano                                                                                               | 1764 ou 1765                  |                              | Londres                     | |
|          | 15ii  | Andante en si bémol majeur pour piano                                                                                         | 1764 ou 1765                  |                              | Londres                     | |
|          | 15kk  | Mouvement de sonate en mi bémol majeur pour piano                                                                             | 1764 ou 1765                  |                              | Londres                     | |
|          | 15ll  | Mouvement final d'une sonate en mi bémol majeur pour piano                                                                    | 1764 ou 1765                  |                              | Londres                     | |
|          | 15mm  | Andante en mi bémol majeur pour piano                                                                                         | 1764 ou 1765                  |                              | Londres                     | |
|          | 15nn  | Mouvement de sonate en fa majeur pour piano                                                                                   | 1764 ou 1765                  |                              | Londres                     | |
|          | 15oo  | Tempo di minuetto en fa majeur pour piano                                                                                     | 1764 ou 1765                  |                              | Londres                     | |
|          | 15pp  | Minuetto en si bémol majeur pour piano                                                                                        | 1764 ou 1765                  |                              | Londres                     | |
|          | 15qq  | Minuetto en mi bémol majeur pour piano                                                                                        | 1764 ou 1765                  |                              | Londres                     | |
|          | 15rr  | Minuetto en do majeur pour piano                                                                                              | 1764 ou 1765                  |                              | Londres                     | |
|          | 15ss  | Fugue à quatre voix en la majeur pour piano                                                                                   | 1764 ou 1765                  |                              | Londres                     | |
| 16       | 16    | Symphonie no 1 en mi bémol majeur pour orchestre                                                                              | août-septembre 1764           |                              | Londres                     | La lecture audio n'est pas prise en charge dans votre navigateur. Vous pouvez télécharger le fichier audio. |
| Anh. 220 | 16a   | Sinfonia en la mineur « Odense » pour orchestre                                                                               | 1765                          |                              | Londres                     | |
| 19       | 19    | Symphonie no 4 en ré majeur                                                                                                   | 1765                          |                              | Londres                     | La lecture audio n'est pas prise en charge dans votre navigateur. Vous pouvez télécharger le fichier audio. |
| Anh. 223 | 19a   | Symphonie en fa majeur pour orchestre                                                                                         | début de 1765                 |                              | Londres                     | |
|          | 19b   | Sinfonia en do majeur pour orchestre                                                                                          | 1765                          |                              |                             | |
| 21       | 19c   | « Va, dal furor portata », air pour ténor et orchestre                                                                        | 1765                          |                              | Londres                     | La lecture audio n'est pas prise en charge dans votre navigateur. Vous pouvez télécharger le fichier audio. Texte de Metastasio. Deux copies de L. Mozart, dont l'une révisée par ses soins.                                                                        |
|          | 19d   | Sonate en do majeur pour piano à quatre mains                                                                                 | 13 mai 1765                   |                              | Londres                     | La lecture audio n'est pas prise en charge dans votre navigateur. Vous pouvez télécharger le fichier audio. |
| 20       | 20    | « God Is Our Refuge », motet pour chœur à quatre voix mixtes a cappella                                                       | juillet 1765                  |                              | Londres                     | La lecture audio n'est pas prise en charge dans votre navigateur. Vous pouvez télécharger le fichier audio. |
|          | 21a   | Variations en la majeur pour piano                                                                                            | 1765                          |                              |                             | |
| 107      | 21b   | Concertos pour piano et cordes d'après des sonates pour clavecin de Johann Christian Bach                                     | hiver 1770-71 à 1772          |                              |                             | |
| 107/1    | 21b/1 | Concerto no 1 en ré majeur | 1771                          |                              |                             | |
| 107/2    | 21b/2 | Concerto no 2 en sol majeur                                                                                                   | 1771                          |                              |                             | |
| 107/3    | 21b/3 | Concerto no 3 en mi bémol majeur                                                                                              | 1771                          |                              |                             | |
| 22       | 22    | Symphonie no 5 en si bémol majeur pour orchestre                                                                              | décembre 1765                 |                              | La Haye                     | La lecture audio n'est pas prise en charge dans votre navigateur. Vous pouvez télécharger le fichier audio. |
| 23       | 23    | « Conservati fedele », air pour soprano et cordes                                                                             | octobre 1765                  |                              | La Haye                     | La lecture audio n'est pas prise en charge dans votre navigateur. Vous pouvez télécharger le fichier audio. Texte de l’Artaserse de Metastasio. Pub. La Haye vers 1766.                                                                                             |
| 24       | 24    | Huit variations en sol majeur pour piano sur le lied hollandais « Laat ons Juichen Batavieren ! » de Christian Ernst Graaf    | 7 mars 1766                   |                              | La Haye ou Amsterdam        | La lecture audio n'est pas prise en charge dans votre navigateur. Vous pouvez télécharger le fichier audio. |
| 25       | 25    | Sept variations en ré majeur pour piano sur le lied « Willem van Nassau »                                                     | 7 mars 1766                   |                              | La Haye ou Amsterdam        | La lecture audio n'est pas prise en charge dans votre navigateur. Vous pouvez télécharger le fichier audio. Il s'agit de l'hymne national. |
| 26       | 26    | Sonate no 5 en mi bémol majeur pour violon et piano                                                                           | février 1766                  |                              | La Haye                     | La lecture audio n'est pas prise en charge dans votre navigateur. Vous pouvez télécharger le fichier audio. Allegro molto ; adagio poco andante ; rondo (allegro). Publiée à La Haye comme opus 4 (K.26–31) et dédié à la princesse Nassau-Weilburg.                |
| 27       | 27    | Sonate no 6 en sol majeur pour violon et piano                                                                                | février 1766                  |                              | La Haye                     | La lecture audio n'est pas prise en charge dans votre navigateur. Vous pouvez télécharger le fichier audio. Andante poco adagio ; allegro. Publiée à La Haye comme opus 4 (K.26–31).                                                                                |
| 28       | 28    | Sonate no 7 en do majeur pour violon et piano                                                                                 | février 1766                  |                              | La Haye                     | La lecture audio n'est pas prise en charge dans votre navigateur. Vous pouvez télécharger le fichier audio. Allegro maestoso ; allegro grazioso. Publiée à La Haye comme opus 4 (K.26–31).                                                                          |
| 29       | 29    | Sonate no 8 en ré majeur pour violon et piano                                                                                 | février 1766                  |                              | La Haye                     | La lecture audio n'est pas prise en charge dans votre navigateur. Vous pouvez télécharger le fichier audio. Allegro molto ; menuetto et trio. Publiée à La Haye comme opus 4 (K.26–31).                                                                             |
| 30       | 30    | Sonate no 9 en fa majeur pour violon et piano                                                                                 | février 1766                  |                              | La Haye                     | La lecture audio n'est pas prise en charge dans votre navigateur. Vous pouvez télécharger le fichier audio.Adagio ; rondo (tempo di menuetto). Publiée à La Haye comme opus 4 (K.26–31).                                                                            |
| 31       | 31    | Sonate no 10 en si bémol majeur pour violon et piano                                                                          | février 1766                  |                              | La Haye                     | La lecture audio n'est pas prise en charge dans votre navigateur. Vous pouvez télécharger le fichier audio. Allegro ; tempo di menuetto (moderato). Le dernier mouvement est une série de variations (6). Publiée à La Haye comme opus 4 (K.26–31).                 |
| 32       | 32    | « Gallimathias musicum quodlibet » (18 numéros) pour clavecin et orchestre                                                    | mars 1766                     |                              | La Haye                     | Les termes de quodlibet et Gallimathias désignent un mélange musical d'air existants, notamment ici de Eberlin et d'autre non identifiés. Composé pour l'installation du prince Guillaume d'Orange en tant qu'héritier de la couronne néerlandaise le 11 mars 1766. |
|          | 32a   | 3e livre d'esquisses « Capricci » (pour Constanze)                                                                            | 1766 ou 1765                  |                              |                             | |
| 33       | 33    | Kyrie pour chœur à quatre voix avec cordes en fa majeur                                                                       | 12 juin 1766                  |                              | Paris                       | |
|          | 33a   | Solo pour flûte | 1766                          |                              |                             | |
|          | 33b   | Solo pour violoncelle | 1766                          |                              |                             | |
|          | 33b   | Pièce en fa majeur pour clavier                                                                                               | début octobre 1766            |                              | Zurich                      | La lecture audio n'est pas prise en charge dans votre navigateur. Vous pouvez télécharger le fichier audio. |
|          | 33c   | Stabat Mater motet pour chœur à quatre voix a cappella                                                                        | 1766                          |                              |                             | |
|          | 33d   | Sonate en sol majeur pour piano                                                                                               | 1766                          |                              |                             | La lecture audio n'est pas prise en charge dans votre navigateur. Vous pouvez télécharger le fichier audio. Seul l'incipit est connu. |
|          | 33e   | Sonate en si bémol majeur pour piano                                                                                          | 1766                          |                              |                             | La lecture audio n'est pas prise en charge dans votre navigateur. Vous pouvez télécharger le fichier audio. Seul l'incipit est connu. |
|          | 33f   | Sonate en do majeur pour piano                                                                                                | 1766                          |                              |                             | La lecture audio n'est pas prise en charge dans votre navigateur. Vous pouvez télécharger le fichier audio. Seul l'incipit est connu. |
|          | 33g   | Sonate en fa majeur pour piano                                                                                                | 1766                          |                              |                             | La lecture audio n'est pas prise en charge dans votre navigateur. Vous pouvez télécharger le fichier audio. Seul l'incipit est connu. |
|          | 33h   | Pièce pour trompe de chasse (waldhorn)                                                                                        | 1766                          |                              |                             | |
| 36       | 33i   | « Or che il dover... Tali e cotanti sono », récitatif et air pour ténor et orchestre »                                        | décembre 1766                 |                              | Salzbourg                   | Offert pour l'anniversaire du couronnement de l’archevêque Siegmund von Schettenbach. |
| 34       | 34    | « Scandi coeli limina », offertoire « In festo Sancti Benedicti », pour soprano solo, chœur à quatre voix, orgue et orchestre | fin 1766 ou début 1767        | pour la fête de saint Benoît | Kloster Seeon, Bavière      | |
| 35       | 35    | Die Schuldigkeit des ersten Gebotes, oratorio (1re partie) pour trois sopranos, deux ténors et orchestre                      | mars 1767                     | 12 mars 1767                 | Salzbourg                   | La lecture audio n'est pas prise en charge dans votre navigateur. Vous pouvez télécharger le fichier audio. Il s'agit de la première partie d'un drame sacré sur un livret de I.A. Weiser, la seconde étant de M. Haydn et la troisième de A.C. Adlgasser.          |
| 42       | 35a   | Grabmusik - Kantate zum Heil Grab Christi, Passionskantate pour soprano, basse, chœur à quatre voix et orchestre              | 1767                          | 7 avril                      | Salzbourg                   | Vers 1772, Mozart ajoute le dernier récitatif et le chœur. |
| 37       | 37    | Concerto no 1 en fa majeur pour piano et orchestre                                                                            | avril 1767                    |                              | Salzbourg                   | La lecture audio n'est pas prise en charge dans votre navigateur. Vous pouvez télécharger le fichier audio. I. D'après H.F. Raupach, op. 2 no 5 ; II. inconnu ; et III. d'après H.F. Honauer, op. 2 no 3                                                            |
| 38       | 38    | Apollo und Hyacinthus, opéra en un acte (trois parties)                                                                       | 13 mai 1767                   |                              | Salzbourg                   | |
| 39       | 39    | Concerto no 2 en si bémol majeur pour piano et orchestre                                                                      | juin 1767                     |                              | Salzbourg                   | La lecture audio n'est pas prise en charge dans votre navigateur. Vous pouvez télécharger le fichier audio. I. D'après H.F. Raupach, op. 1 no 1 ; II. d'après J. Schobert, op. 17 no 2 ; III. d'après H.F. Raupach, op. 1 no 1                                      |
| 40       | 40    | Concerto no 3 en ré majeur pour piano et orchestre                                                                            | juillet 1767                  |                              | Salzbourg                   | La lecture audio n'est pas prise en charge dans votre navigateur. Vous pouvez télécharger le fichier audio. I. D'après J. Honauer, op. 2 no 1 ; II. G. Eckart, op. 1 no 4 ; III. CPE Bach, W. 117 – cadence K. 624.                                                 |
| 41       | 41    | Concerto no 4 en sol majeur pour piano et orchestre                                                                           | juillet 1767                  |                              | Salzbourg                   | La lecture audio n'est pas prise en charge dans votre navigateur. Vous pouvez télécharger le fichier audio. I. D'après J. Honauer, op. 1 no 1 ; II. H.F. Raupach, op. 1 no 1 ; III. J. Honauer, op. 1 no 1                                                          |
|          | 41a   | Six divertimenti à quatre pour divers instruments                                                                             | 1767                          |                              |                             | |
|          | 41b   | Pièces pour instruments à vent en formations diverses                                                                         | 1767                          |                              |                             | |
|          | 41c   | Marches | 1767                          |                              |                             | |
|          | 41c/1 | Marche no 1 | 1767                          |                              |                             | |
|          | 41c/2 | Marche no 2 en do majeur | 1767                          |                              |                             | |
|          | 41c/3 | Marche no 3 | 1767                          |                              |                             | |
|          | 41d   | Menuets différents pour plusieurs instruments                                                                                 | 1767                          |                              |                             | |
|          | 41e   | Fugue pour piano | 1767                          |                              |                             | |
|          | 41f   | Fugue à quatre voix | 1767                          |                              |                             | |
|          | 41g   | Musique de nuit (Nachtmusik) pour deux violons et basse                                                                       | 1767                          |                              |                             | |
| 67       | 41h   | Sonate d'église no 1 en mi bémol majeur pour orgue et cordes                                                                  | 1772                          |                              | Salzbourg                   | |
| 68       | 41i   | Sonate d'église no 2 en si bémol majeur pour orgue et cordes                                                                  | 1772                          |                              | Salzbourg                   | |
| 69       | 41k   | Sonate d'église no 3 en ré majeur pour orgue et cordes                                                                        | 1772                          |                              | Salzbourg                   | |
| 76       | 42a   | Symphonie no 43 en fa majeur pour orchestre                                                                                   | automne 1767                  |                              | Vienne                      | |
| 43       | 43    | Symphonie no 6 en fa majeur pour orchestre                                                                                    | automne 1767                  |                              | Vienne et Olomouc           | La lecture audio n'est pas prise en charge dans votre navigateur. Vous pouvez télécharger le fichier audio. |
| Anh. 24a | 43a   | « Ach was müssen wir erfahren ! », duo en fa majeur pour deux sopranos a cappella                                             | 15 octobre 1767               |                              | Vienne                      | La lecture audio n'est pas prise en charge dans votre navigateur. Vous pouvez télécharger le fichier audio. |
|          | 43c   | Concerto en sol majeur pour piano avec orchestre                                                                              | 1768                          |                              |                             | |
| 45       | 45    | Symphonie no 7 en ré majeur pour orchestre                                                                                    | 16 janvier 1768               |                              | Vienne                      | La lecture audio n'est pas prise en charge dans votre navigateur. Vous pouvez télécharger le fichier audio. |
| Anh. 221 | 45a   | Symphonie en sol majeur « Alte Lambach »pour orchestre                                                                        | 1766                          |                              | La Haye                     | |
| Anh. 214 | 45b   | Symphonie no 55 en si bémol majeur « Neue Lambach » pour orchestre                                                            | début de 1768                 |                              | Vienne (?)                  | La lecture audio n'est pas prise en charge dans votre navigateur. Vous pouvez télécharger le fichier audio. |
| 51       | 46a   | La finta semplice, opéra-bouffe en trois actes                                                                                | avril à juillet 1768          |                              | Vienne                      | |
| 50       | 46b   | Bastien und Bastienne, singspiel en un acte                                                                                   | septembre-octobre 1768        |                              | Vienne                      | La lecture audio n'est pas prise en charge dans votre navigateur. Vous pouvez télécharger le fichier audio. |
| 52       | 46c   | « Daphne deine Rosenwangen », lied pour soprano et clavecin                                                                   | 1768                          |                              |                             | |
|          | 46d   | Sonate en do majeur pour violon et basse ou clavier                                                                           | 1er septembre 1768            |                              | Vienne                      | Allegro ; Menuetto I, II |
|          | 46e   | Sonate en fa majeur pour violon et basse ou clavier                                                                           | 1er septembre 1768            |                              | Vienne                      | Allegro ; Menuetto I, II |
| 47       | 47    | « Veni Sancte Spiritus », offertoire pour solistes (SATB), chœur à quatre voix, orgue et orchestre en do majeur               | (automne ?) 1768              |                              | Vienne                      | |
| 139      | 47a   | Missa solemnis (« Waisenhausmesse »), en do mineur/majeur pour solistes (SATB), chœur à quatre voix, orgue et orchestre       | automne 1768                  | 7 décembre 1768              | Vienne                      | Exécuté pour la consécration de la Waisenhauskirche. |
|          | 47b   | Offertoire | 1768                          |                              |                             | |
|          | 47c   | Concerto pour trompette | 1768                          |                              |                             | |
| 49       | 47d   | Missa brevis en sol majeur pour solistes (SATB), chœur à quatre voix, quatuor à cordes et orgue                               | 1768                          |                              | Vienne                      | |
| 53       | 47e   | « An die Freude », lied pour soprano et clavecin                                                                              | novembre 1768                 |                              | Vienne                      | La lecture audio n'est pas prise en charge dans votre navigateur. Vous pouvez télécharger le fichier audio. Seules sont notées la mélodie et la basse d'accompagnement non chiffrée. Texte de Johann Peter Uz                                                       |
| 48       | 48    | Symphonie no 8 en ré majeur pour orchestre                                                                                    | 13 décembre 1768              |                              | Vienne                      | |

## KV 51-100
| K1        | K6    | Titre | Dates de composition    | Date de création | Lieu                | Incipit / note |
| --------- | ----- | --- | ----------------------- | ---------------- | ------------------- | --- |
| 65        | 61a   | Missa brevis en ré mineur pour solistes (SATB), chœur à quatre voix, deux violons, basse et orgue                                     | 14 janvier 1769         |                  | Salzbourg           | |
|           | 61b   | Sept menuets et trios pour deux violons et basse                                                                                      | 26 janvier 1769         |                  | Salzbourg           | |
| 70        | 61c   | « A Berenice... Sol nascente », récitatif et air pour soprano et orchestre                                                            | 1769                    |                  | Salzbourg           | La lecture audio n'est pas prise en charge dans votre navigateur. Vous pouvez télécharger le fichier audio.                                            |
| 103       | 61d   | Dix-neuf menuets avec ou sans trio pour orchestre                                                                                     | 1771/72                 |                  | Salzbourg           | |
| 104       | 61e   | Six menuets avec ou sans trio pour orchestre                                                                                          | 1771/72                 |                  | Salzbourg           | |
| 105       | 61f   | Six menuets pour orchestre avec trios pour cordes et flûte                                                                            | 1771/72                 |                  | Salzbourg           | |
|           | 61g1  | Menuet en la majeur pour cordes et deux flûtes                                                                                        | 1769                    |                  |                     | |
|           | 61g2  | Menuet en do majeur pour piano avec trio                                                                                              | 1769 ou 1770            |                  | Salzbourg           | La lecture audio n'est pas prise en charge dans votre navigateur. Vous pouvez télécharger le fichier audio.                                            |
|           | 61h   | Six menuets avec ou sans trio pour orchestre                                                                                          | 1771/72                 |                  | Salzbourg           | |
| 62        | 62    | Cassation/Marche en ré majeur pour quatre instruments                                                                                 | été 1769                |                  | Salzbourg           | |
| 100       | 62a   | Sérénade no 1 en ré majeur « Final-musik » pour orchestre                                                                             | été 1769                |                  | Salzbourg           | |
| 63        | 63    | Cassation no 1 en sol majeur « Final-musik » pour orchestre                                                                           | été 1769                |                  | Salzbourg           | La lecture audio n'est pas prise en charge dans votre navigateur. Vous pouvez télécharger le fichier audio.                                            |
| 99        | 63a   | Cassation no 2 en si bémol majeur pour orchestre                                                                                      | été 1769                |                  | Salzbourg           | |
| 64        | 64    | Menuet en ré majeur pour orchestre | 1769                    |                  | Salzbourg           | La lecture audio n'est pas prise en charge dans votre navigateur. Vous pouvez télécharger le fichier audio.                                            |
| 66        | 66    | Missa Dominicus, en do majeur pour solistes (SATB), chœur à quatre voix, orgue et orchestre                                           | octobre 1769            |                  | Salzbourg           | |
| 117       | 66a   | Benedictus sit Deus Introibo et Jubilate, offertoires «'pro omni tempore » pour soprano solo, chœur à quatre voix, orgue et orchestre | octobre - novembre 1768 |                  | Vienne              | La lecture audio n'est pas prise en charge dans votre navigateur. Vous pouvez télécharger le fichier audio.                                            |
| 141       | 66b   | Te Deum laudamus, hymne pour chœur à quatre voix, orgue et orchestre                                                                  | fin1769                 |                  | Salzbourg           | La lecture audio n'est pas prise en charge dans votre navigateur. Vous pouvez télécharger le fichier audio.                                            |
| Anh. 215  | 66c   | Symphonie en ré majeur pour orchestre                                                                                                 | vers 1769               |                  | Salzbourg (?)       | |
| Anh. 217  | 66d   | Symphonie en si bémol majeur pour orchestre                                                                                           | vers 1769               |                  | Salzbourg (?)       | |
| Anh. 218  | 66e   | Symphonie en si bémol majeur pour orchestre                                                                                           | vers 1769               |                  | Salzbourg (?)       | |
| 71        | 71    | « Ah più tremar non voglio », air italien pour ténor et orchestre                                                                     | 1770                    |                  |                     | |
|           | 72a   | Molto allegro en sol majeur pour piano (fragment)                                                                                     | 6 janvier 1770          |                  |                     | |
| 73        | 73    | Symphonie no 9 en do majeur pour orchestre                                                                                            | 1769 ou 1770            |                  | Salzbourg ou Italie | |
| 143       | 73a   | « Ergo interest an quis... Quaere superna », récitatif et air pour soprano, cordes et orgue                                           | février 1770            |                  | Milan               | |
|           | 73A   | « Misero tu non sei », aria | 1770                    |                  |                     | |
| 78        | 73b   | « Per pietà bell'idol mio », air pour soprano et orchestre                                                                            | mars 1766               |                  |                     | La lecture audio n'est pas prise en charge dans votre navigateur. Vous pouvez télécharger le fichier audio. Sur un texte de l’Artaserse de Metastasio. |
| 88        | 73c   | « Fra cento affani », air pour soprano et orchestre                                                                                   | 1770                    |                  | Milan               | |
| 79        | 73D   | « Oh temerario Arbace !... Per quel paterno amplesso », récitatif et air pour soprano et orchestre                                    | 1766                    |                  |                     | |
| 77        | 73e   | « Misero me !... Misero pargoletto », récitatif et air pour soprano et orchestre                                                      | mars 1770               |                  | Milan               | |
| 80        | 73f   | Quatuor no 1 en sol majeur pour cordes                                                                                                | 15 mars 1770            |                  | Lodi                | La lecture audio n'est pas prise en charge dans votre navigateur. Vous pouvez télécharger le fichier audio.                                            |
| 123       | 73g   | Contredanse en si bémol majeur pour orchestre                                                                                         | 13 ou 14 avril 1770     |                  | Rome                | La lecture audio n'est pas prise en charge dans votre navigateur. Vous pouvez télécharger le fichier audio.                                            |
| 94        | 73h   | Menuet en ré majeur pour clavecin | 1770                    |                  | Bologne - Rome      | La lecture audio n'est pas prise en charge dans votre navigateur. Vous pouvez télécharger le fichier audio.                                            |
|           | 73i   | Canon en la majeur (sans texte) | avril 1770              |                  | Rome                | La lecture audio n'est pas prise en charge dans votre navigateur. Vous pouvez télécharger le fichier audio.                                            |
| 89        | 73k   | Kyrie en sol majeur pour cinq soprani (canon ad unisonum)                                                                             | 1770 ou 1772            |                  | Rome ou Salzbourg   | |
| 81        | 73l   | Symphonie no 44 en ré majeur pour orchestre                                                                                           | 25 avril 1770           |                  | Rome                | La lecture audio n'est pas prise en charge dans votre navigateur. Vous pouvez télécharger le fichier audio.                                            |
| 97        | 73m   | Symphonie no 47 en ré majeur pour orchestre                                                                                           | avril 1770              |                  | Rome                | La lecture audio n'est pas prise en charge dans votre navigateur. Vous pouvez télécharger le fichier audio.                                            |
| 95        | 73n   | Symphonie no 45 en ré majeur pour orchestre                                                                                           | avril 1770              |                  | Rome                | La lecture audio n'est pas prise en charge dans votre navigateur. Vous pouvez télécharger le fichier audio.                                            |
| 82        | 73o   | « Se ardire è speranza », air pour soprano et orchestre                                                                               | 25 avril 1770           |                  | Rome                | La lecture audio n'est pas prise en charge dans votre navigateur. Vous pouvez télécharger le fichier audio.                                            |
| 83        | 73p   | « Se tutti i mali miei », air pour soprano et orchestre                                                                               | 1770                    |                  | Rome                | La lecture audio n'est pas prise en charge dans votre navigateur. Vous pouvez télécharger le fichier audio.                                            |
| 84        | 73q   | Symphonie no 11 en ré majeur pour orchestre                                                                                           | juillet 1770            |                  | Milan - Bologne     | La lecture audio n'est pas prise en charge dans votre navigateur. Vous pouvez télécharger le fichier audio.                                            |
|           | 73r   | Canons énigmatiques | été 1770                |                  | Bologne             | |
| 85        | 73s   | Miserere, motet en la mineur pour trois voix (ATB) avec basse chiffrée pour orgue                                                     | juillet - août 1770     |                  | Bologne             | |
| 122       | 73t   | Menuet en mi bémol majeur pour orchestre                                                                                              | août 1770               |                  | Bologne             | |
| 44        | 73u   | « Cibavit eos », antienne (introit) pour chœur à quatre voix et orgue                                                                 | 1770                    |                  |                     | |
| 86        | 73v   | « Quaerite primum regnum Dei », antienne pour quatre voix a cappella                                                                  | 9 octobre 1770          |                  | Bologne             | |
|           | 73w   | Fugue en ré majeur pour piano (fragment)                                                                                              | 1773                    |                  |                     | |
| Anh. 109d | 73x   | Études canoniques pour voix | 1772                    |                  |                     | |
|           | 73x1  | Canon en sol majeur à douze voix pour trois chœurs à quatre voix                                                                      | 1772                    |                  |                     | |
|           | 73x2  | Double canon (sans texte) en sol majeur pour huit sopranos et quatre ténors                                                           | 1772                    |                  |                     | |
|           | 73x2  | Notation d'un thème (sans texte) en ré majeur                                                                                         | 1772                    |                  |                     | |
|           | 73x4  | « Cantate Domino omnis terra », double canon en do majeur pour cinq ténors et trois altos                                             | 1772                    |                  |                     | |
|           | 73x5  | « Regna terrae cantate », double canon en ré majeur à quatre voix                                                                     | 1772                    |                  |                     | |
|           | 73x6  | « Jovi patri », canon en do majeur | 1772                    |                  |                     | |
|           | 73x7  | « Cantemus Domino », canon en fa majeur pour alto, trois ténors et deux basses                                                        | 1772                    |                  |                     | |
|           | 73x8  | Canon (sans texte) en do majeur à seize voix pour quatre chœurs à quatre voix                                                         | 1772                    |                  |                     | |
|           | 73x9  | « Laudabo nomen Dei cum cantico », canon en la majeur à quatre voix                                                                   | 1772                    |                  |                     | |
|           | 73x10 | « Introite portas ejus in confessione », canon en do majeur à quatre voix                                                             | 1772                    |                  |                     | |
|           | 73x11 | « Jovi patri canendo oblectant », canon en do majeur pour deux sopranos                                                               | 1772                    |                  |                     | |
|           | 73x12 | « Hymnum canunt demulcentgue », canon en ré majeur à huit voix pour ténors                                                            | 1772                    |                  |                     | |
|           | 73x13 | « A Musis Heliconiadibus », canon en do majeur à neuf voix pour ténors                                                                | 1772                    |                  |                     | |
|           | 73x14 | « Incipe Menalios », canon en fa majeur à trois voix pour sopranos                                                                    | 1772                    |                  |                     | |
| 74        | 74    | Symphonie no 10 en sol majeur pour orchestre                                                                                          | printemps 1770          |                  | Italie              | |
| 87        | 74a   | Mitridate, re di Ponto, opera seria en trois actes                                                                                    | 26 décembre 1770        |                  | Bologne et Milan    | La lecture audio n'est pas prise en charge dans votre navigateur. Vous pouvez télécharger le fichier audio. (Ouverture)                                |
|           | 74b   | « Non curo l'affetto », air pour soprano et orchestre                                                                                 | début de 1771           |                  | Milan ou Pavie      | |
| 118       | 74c   | Betulia liberata, oratorio sacré en deux parties pour trois sopranos, alto, ténor, basse, chœur à quatre voix et orchestre            | été 1771                |                  | Salzbourg           | |
| 108       | 74d   | Regina Coeli, motet pour soprano, chœur à quatre voix, orgue et orchestre                                                             | mai 1771                |                  | Salzbourg           | |
| 109       | 74e   | Litaniae Lauretanae de Beate Maria Virginis, litanies pour solistes (SATB), chœur à quatre voix, cordes et orgue                      | mai 1771                |                  | Salzbourg           | |
| 72        | 74f   | « Inter natos mulierum », offertoire « pro festo Sancti Joannis Baptistae » pour chœur à quatre voix, cordes et orgue                 | mai ou juin 1771        |                  | Salzbourg           | |
| 75        | 75    | Symphonie no 42 en fa majeur pour orchestre                                                                                           | début de 1771           |                  | Salzbourg           | |
| 110       | 75b   | Symphonie no 12 en sol majeur pour orchestre                                                                                          | juillet 1771            |                  | Salzbourg           | |
| 90        | 90    | Kyrie en ré majeur pour chœur à quatre voix et orgue                                                                                  | 1772                    |                  | Salzbourg           | |
| 116       | 90a   | Missa brevis en fa majeur pour chœur à quatre voix, cordes et orgue                                                                   | 1771                    |                  |                     | |

## KV 101-150
| K1         | K6   | Titre | Dates de composition    | Date de création | Lieu               |
| ---------- | ---- | --- | ----------------------- | ---------------- | ------------------ |
| 111        | 111  | Ascanio in Alba, « fête théâtrale » en deux actes                                                                     | 17 octobre 1771         |                  | Milan              |
| 120        | 111a | Finale en ré majeur sur la sinfonia de Asconio in Alba pour orchestre                                                 | automne 1771            |                  | Milan              |
| 96         | 111b | Symphonie no 46 en do majeur pour orchestre                                                                           | octobre - novembre 1771 |                  | Milan              |
| 112        | 112  | Symphonie no 13 en fa majeur pour orchestre                                                                           | 2 novembre 1771         |                  | Milan              |
| 113        | 113  | Divertimento no 1 en mi bémol majeur « Concerto » pour orchestre                                                      | novembre 1771           |                  | Milan              |
| 114        | 114  | Symphonie no 14 en la majeur pour orchestre                                                                           | 30 décembre 1771        |                  | Salzbourg          |
| 381        | 123a | Sonate en ré majeur pour piano à quatre mains                                                                         | début de 1772           |                  | Salzbourg          |
| 124        | 124  | Symphonie no 15 en sol majeur pour orchestre                                                                          | 21 février 1772         |                  | Salzbourg          |
| 144        | 124a | Sonate d'église no 4 en ré majeur pour orgue et cordes                                                                | début de 1772           |                  | Salzbourg          |
| Anh. 65a   | 124A | Sonate d'église en ré majeur pour deux violons et orgue ou basse (fragment)                                           |                         |                  |                    |
| 145        | 124b | Sonate d'église no 5 en fa majeur pour orgue et cordes                                                                | début de 1772           |                  | Salzbourg          |
|            | 124c | Sonate en do majeur pour deux violons et orgue                                                                        | 1772                    |                  |                    |
| 125        | 125  | « Litaniae de venerabili altaris Sacramento », litanies pour solistes (SATB), chœur à quatre voix, orgue et orchestre | mars 1772               |                  | Salzbourg          |
| 136        | 125a | Divertimento no 1 en ré majeur pour cordes                                                                            | 1772                    |                  | Salzbourg          |
| 137        | 125b | Divertimento no 2 en si bémol majeur pour cordes                                                                      | 1772                    |                  | Salzbourg          |
| 138        | 125c | Divertimento no 3 en fa majeur pour cordes                                                                            | 1772                    |                  | Salzbourg          |
| 149        | 125d | « Die grossmütige Gelassenheit », lied pour voix et piano                                                             | 1772                    |                  |                    |
| 150        | 125e | « Geheime Liebe : Was ich in Gedanken küsse », lied en sol majeur pour voix et piano                                  | 1772                    |                  |                    |
| 151        | 125f | « Die Zufriedenheit im niedrigen Stande », lied pour soprano et piano                                                 | 1772                    |                  |                    |
| 147        | 125g | « Wie unglücklich bin ich nit », lied pour voix et piano                                                              | 1772                    |                  | Salzbourg          |
| 148        | 125h | « Lobgesang auf die feierliche Johannisloge », lied pour voix et piano                                                | 1772                    |                  | Salzbourg          |
| 126        | 126  | Il Sogno di Scipione, « action théâtrale » en un acte                                                                 | avril à août 1771       |                  | Salzbourg          |
| 127        | 127  | Regina Coeli, motet pour soprano, chœur à quatre voix, orgue et orchestre                                             | mai 1772                |                  | Salzbourg          |
| 128        | 128  | Symphonie no 16 en do majeur pour orchestre                                                                           | mai 1772                |                  | Salzbourg          |
| 129        | 129  | Symphonie no 17 en sol majeur pour orchestre                                                                          | mai 1772                |                  | Salzbourg          |
| 130        | 130  | Symphonie no 18 en fa majeur pour orchestre                                                                           | mai 1772                |                  | Salzbourg          |
| 164        | 130a | Six menuets avec trios pour orchestre                                                                                 | juin 1772               |                  | Salzbourg          |
| 131        | 131  | Divertimento no 2 en ré majeur pour orchestre                                                                         | juin 1772               |                  | Salzbourg          |
| 132        | 132  | Symphonie no 19 en mi bémol majeur pour orchestre                                                                     | juillet 1772            |                  | Salzbourg          |
| 133        | 133  | Symphonie no 20 en ré majeur pour orchestre                                                                           | juillet 1772            |                  | Salzbourg          |
| 134        | 134  | Symphonie no 21 en la majeur pour orchestre                                                                           | août 1772               |                  | Salzbourg          |
| 155        | 134a | Quatuor no 2 en ré majeur pour cordes                                                                                 | octobre - novembre 1772 |                  | Bolzano et Vérone  |
| 156        | 134b | Quatuor no 3 en sol majeur pour cordes                                                                                | fin 1772                |                  | Milan              |
| 135        | 135  | Lucio Silla, drame musical en trois actes                                                                             | 26 décembre 1772        |                  | Salzbourg et Milan |
| Anh. 109   | 135a | Le gelosie del Serraglio, esquisses pour ballet de l'opéra Lucio Silla (KV.135)                                       | décembre 1772           |                  | Milan              |
| 161 et 163 | 141a | Symphonie no 50 en ré majeur pour orchestre et Finale en ré majeur pour orchestre                                     | mars 1772               |                  | Salzbourg          |

## KV 151-200
| K1      | K6     | Titre | Dates de composition     | Date de création | Lieu                  |
| ------- | ------ | --- | ------------------------ | ---------------- | --------------------- |
| 157     | 157    | Quatuor no 4 en do majeur pour cordes                                                                                                  | 1772/3                   |                  | Milan                 |
| 158     | 158    | Quatuor no 5 en fa majeur pour cordes                                                                                                  | 1772/3                   |                  | Milan                 |
| 165     | 158a   | Exsultate, jubilate, motet pour soprano, orgue et orchestre                                                                            | janvier 1773             |                  | Milan                 |
| 159     | 159    | Quatuor no 6 en si bémol majeur pour cordes                                                                                            | début de 1773            |                  | Milan                 |
| 160     | 159a   | Quatuor no 7 en mi bémol majeur pour cordes                                                                                            | début de 1773            |                  | Milan - Salzbourg     |
| 186     | 159b   | Divertimento no 4 en si bémol majeur « Andretter » pour instruments à vent                                                             | mars 1773                |                  | Milan et/ou Salzbourg |
| 187     | 159c   | Divertimento no 5 en do majeur pour orchestre                                                                                          | 1773                     |                  |                       |
| 166     | 159d   | Divertimento no 3 en mi bémol majeur pour instruments à vent                                                                           | 24 mars 1773             |                  | Salzbourg             |
| 184     | 161a   | Symphonie no 26 en mi bémol majeur pour orchestre                                                                                      | 30 mars 1773             |                  | Salzbourg             |
| 199     | 161b   | Symphonie no 27 en sol majeur pour orchestre                                                                                           | 10 (?) avril 1773        |                  | Salzbourg             |
| 162     | 162    | Symphonie no 22 en do majeur pour orchestre                                                                                            | printemps 1773           |                  | Salzbourg             |
| 181     | 162b   | Symphonie no 23 en ré majeur « La fiera di Venezia » pour orchestre                                                                    | 19 mai 1773              |                  | Salzbourg             |
| 115     | 166d   | Missa brevis en do majeur pour chœur à quatre voix et orgue (fragment)                                                                 | été 1773                 |                  | Salzbourg             |
| 223     | 166e   | Osanna pour chœur à quatre voix, cordes et orgue                                                                                       | 1772                     |                  | Salzbourg             |
| Anh. 18 | 166f   | Kyrie pour chœur à quatre voix et orchestre (fragment)                                                                                 | 1772                     |                  | Salzbourg             |
| Anh. 19 | 166g   | Kyrie pour chœur à quatre voix, orgue et orchestre (fragment)                                                                          | 1772                     |                  | Salzbourg             |
| Anh. 23 | 166h   | « In te Domine speravi », psaume pour SATB sans accompagnement (fragment)                                                              | été 1773                 |                  | Salzbourg             |
| 167     | 167    | Missa Trinitatis, en do majeur pour chœur à quatre voix, orgue et orchestre                                                            | juin 1773                |                  | Salzbourg             |
| 185     | 167a   | Sérénade no 3 en ré majeur « Final-musik » pour orchestre                                                                              | juillet - août 1773      |                  | Vienne                |
| 205     | 167A   | Divertimento no 7 en ré majeur pour orchestre                                                                                          | juillet 1773             |                  | Salzbourg             |
| 290     | 167AB  | Marche en ré majeur pour cordes et deux cors                                                                                           | été 1772                 |                  | Salzbourg             |
| 189     | 167b   | Marche en ré majeur pour orchestre | juillet - août 1773      |                  | Vienne                |
| 168     | 168    | Quatuor no 8 en fa majeur pour cordes                                                                                                  | août 1773                |                  | Vienne                |
|         | 168a   | Menuet en fa majeur sans trio pour quatuor à cordes                                                                                    | août 1773                |                  | Vienne                |
| 169     | 169    | Quatuor no 9 en la majeur pour cordes                                                                                                  | août 1773                |                  | Vienne                |
| 170     | 170    | Quatuor no 10 en do majeur pour cordes                                                                                                 | août 1773                |                  | Vienne                |
| 171     | 171    | Quatuor no 11 en mi bémol majeur pour cordes                                                                                           | août 1773                |                  | Vienne                |
| 172     | 172    | Quatuor no 12 en si bémol majeur pour cordes                                                                                           | septembre 1773           |                  | Vienne                |
| 173     | 173    | Quatuor no 13 en ré mineur pour cordes                                                                                                 | septembre 1773           |                  | Vienne                |
| 180     | 173c   | Six variations en sol majeur pour piano sur l'air final du 2e acte « Mio caro Adone » de l'opéra La fiera di Venezia d'Antonio Salieri | automne 1773             |                  | Vienne                |
| 182     | 173dA  | Symphonie no 24 en si bémol majeur pour orchestre                                                                                      | 3 octobre 1773           |                  | Salzbourg             |
| 183     | 173 dB | Symphonie no 25 en sol mineur pour orchestre                                                                                           | 5 octobre 1773           |                  | Salzbourg             |
| 174     | 174    | Quintette no 1 en si bémol majeur pour cordes                                                                                          | décembre 1773            |                  | Salzbourg             |
| 175     | 175    | Concerto no 5 en ré majeur pour piano et orchestre                                                                                     | décembre 1773            |                  | Salzbourg             |
| 176     | 176    | Seize menuets avec ou sans trio pour orchestre                                                                                         | décembre 1773            |                  | Salzbourg             |
| 201     | 186a   | Symphonie no 29 en la majeur pour orchestre                                                                                            | 6 avril 1774             |                  | Salzbourg             |
| 202     | 186b   | Symphonie no 30 en ré majeur pour orchestre                                                                                            | 5 mai 1774               |                  | Salzbourg             |
| 358     | 186c   | Sonate en si bémol majeur pour piano à quatre mains                                                                                    | printemps 1774           |                  | Salzbourg             |
| 195     | 186d   | « Litaniae Lauretanae de Beata Maria Virgine » pour solistes (SATB), chœur à quatre voix, orgue et orchestre                           | 1774                     |                  | Salzbourg             |
| 191     | 186e   | Concerto no 1 en si bémol majeur pour basson et orchestre                                                                              | 4 juin 1774              |                  | Salzbourg             |
| 190     | 186E   | Concertone en do majeur pour deux violons, hautbois, violoncelle et orchestre                                                          | 31 mai 1774              |                  | Salzbourg             |
| 192     | 186f   | Missa brevis en fa majeur pour solistes (SATB), chœur à quatre voix, cordes et orgue                                                   | 24 juin 1774             |                  | Salzbourg             |
| 193     | 186g   | Dixit Dominus et Magnificat pour solistes (STB), chœur à quatre voix, orchestre et orgue                                               | juillet 1774             |                  | Salzbourg             |
| 194     | 186h   | Missa brevis en ré majeur pour solistes (SATB), chœur à quatre voix, deux violons, basse [3 trombones] et orgue                        | 8 août 1774              |                  | Salzbourg             |
| 91      | 186i   | Kyrie pour chœur à quatre voix, orgue et cordes                                                                                        | 1774                     |                  |                       |
| 179     | 189a   | Douze variations en do majeur pour piano sur un menuet de Johann Christian Fischer                                                     | Avant le 6 décembre 1774 |                  | Salzbourg (?)         |
| 203     | 189b   | Sérénade no 4 en ré majeur pour orchestre                                                                                              | août 1774                |                  | Salzbourg             |
| 237     | 189c   | Marche en ré majeur pour orchestre | été 1774                 |                  | Salzbourg             |
| 279     | 189d   | Sonate no 1 en do majeur pour piano | début de 1775            |                  | Munich                |
| 280     | 189e   | Sonate no 2 en fa majeur pour piano | début de 1775            |                  | Munich                |
| 281     | 189f   | Sonate no 3 en si bémol majeur pour piano                                                                                              | début de 1775            |                  | Munich                |
| 282     | 189g   | Sonate no 4 en mi bémol majeur pour piano                                                                                              | début de 1775            |                  | Munich                |
| 283     | 189h   | Sonate no 5 en sol majeur pour piano                                                                                                   | début de 1775            |                  | Munich                |
| 200     | 189k   | Symphonie no 28 en do majeur pour orchestre                                                                                            | 17 (?) novembre 1773 (?) |                  | Salzbourg             |
| 196     | 196    | La finta giardiniera, opéra-bouffe en trois actes                                                                                      | 13 janvier 1775          |                  | Munich                |
| Anh. 16 | 196a   | Kyrie pour chœur à quatre voix avec orchestre                                                                                          | 1787 - 1789              |                  |                       |
| 220     | 196b   | Missa brevis Spatzenmesse, en do majeur pour solistes (SATB), chœur à quatre voix, orgue et orchestre                                  | 1775 ou 1776             |                  |                       |
| 292     | 196c   | Sonate en si bémol majeur pour basson et violoncelle                                                                                   | début de 1775            |                  | Munich                |
|         | 196d   | Concerto en fa majeur pour basson (sans instrumentation)                                                                               | 1775                     |                  |                       |

## KV 201-250
| K1  | K6   | Titre | Dates de composition    | Date de création | Lieu      |
| --- | ---- | --- | ----------------------- | ---------------- | --------- |
| 222 | 205a | « Misericordias Domini », offertoire « de tempore » pour chœur à quatre voix, orgue et orchestre                                | janvier ou février 1775 |                  | Munich    |
| 284 | 205b | Sonate no 6 en ré majeur « Durnitz » pour piano                                                                                 | début de 1775           |                  | Munich    |
|     | 206a | Concerto en fa majeur pour violoncelle avec orchestre                                                                           | 1775                    |                  |           |
| 207 | 207  | Concerto no 1 en si bémol majeur pour violon avec orchestre                                                                     | printemps 1773          |                  | Salzbourg |
| 121 | 207a | Finale en ré majeur d'une symphonie ou d'un divertissement pour orchestre                                                       | 1775                    |                  | Salzbourg |
| 208 | 208  | Il rè Pastore, drame musical en deux actes                                                                                      | 23 avril 1775           |                  | Salzbourg |
| 209 | 209  | « Si mostra la sorte », air pour ténor et orchestre                                                                             | 19 mai 1775             |                  | Salzbourg |
|     | 209a | « Un dente guasto e gelato », air pour ténor, violon, cor et basse                                                              | Avant 1775              |                  |           |
| 210 | 210  | « Con ossequio con rispetto », air pour ténor et orchestre                                                                      | mai 1775                |                  | Salzbourg |
| 152 | 210a | « Ridente la calma », canzona pour voix et piano                                                                                | Entre 1772 et 1775      |                  |           |
| 211 | 211  | Concerto no 2 en ré majeur pour violon et orchestre                                                                             | 14 juin 1775            |                  | Salzbourg |
| 212 | 212  | Sonate d'église no 6 en si bémol majeur pour orgue et cordes                                                                    | juillet 1775            |                  | Salzbourg |
| 213 | 213  | Divertimento no 8 en fa majeur pour instruments à vent (en)                                                                     | juillet 1775            |                  | Salzbourg |
| 204 | 213a | Sérénade no 5 en ré majeur pour orchestre                                                                                       | 5 août 1775             |                  | Salzbourg |
| 215 | 213b | Marche en ré majeur pour orchestre                                                                                              | août 1775               |                  | Salzbourg |
| 102 | 213c | Finale en do majeur d'une symphonie pour orchestre                                                                              | 1775                    |                  | Salzbourg |
| 214 | 214  | Marche en do majeur pour orchestre                                                                                              | 20 août 1775            |                  | Salzbourg |
| 216 | 216  | Concerto no 3 en sol majeur « Strasbourg » pour violon avec orchestre                                                           | 12 septembre 1775       |                  | Salzbourg |
| 217 | 217  | « Voi avete un cor fedele », air pour soprano et orchestre                                                                      | 26 octobre 1775         |                  | Salzbourg |
| 218 | 218  | Concerto no 4 en ré majeur pour violon et orchestre                                                                             | octobre 1775            |                  | Salzbourg |
| 219 | 219  | Concerto no 5 en la majeur « Turkish » pour violon et orchestre                                                                 | 20 décembre 1775        |                  | Salzbourg |
| 238 | 238  | Concerto no 6 en si bémol majeur pour piano et orchestre                                                                        | janvier 1776            |                  | Salzbourg |
| 239 | 239  | Sérénade no 6 en ré majeur « Serenata notturna » pour deux petits orchestres                                                    | janvier 1776            |                  | Salzbourg |
| 240 | 240  | Divertimento no 9 en si bémol majeur pour instruments à vent                                                                    | janvier 1776            |                  | Salzbourg |
| 252 | 240a | Divertimento no 12 en mi bémol majeur pour instruments à vent                                                                   | début de 1776           |                  | Salzbourg |
| 188 | 240b | Divertimento no 6 en do majeur pour orchestre                                                                                   | 1773                    |                  | Salzbourg |
| 241 | 241  | Sonate d'église no 9 en sol majeur pour orgue et cordes                                                                         | janvier 1776            |                  | Salzbourg |
| 224 | 241a | Sonate d'église no 7 en fa majeur pour orgue et cordes                                                                          | début de 1776           |                  | Salzbourg |
| 225 | 241b | Sonate d'église no 8 en la majeur pour orgue et cordes                                                                          | début de 1776           |                  | Salzbourg |
| 242 | 242  | Concerto no 7 en fa majeur « Lodron » pour trois pianos et orchestre                                                            | février 1776            |                  | Salzbourg |
| 243 | 243  | « Litaniae de Venerabili Altaris Sacramento », litanies pour solistes (SATB), chœur à quatre voix, orgue et orchestre           | mars 1776               |                  | Salzbourg |
| 244 | 244  | Sonate d'église no 10 en fa majeur pour orgue et cordes                                                                         | avril 1776              |                  | Salzbourg |
| 245 | 245  | Sonate d'église no 11 en ré majeur pour orgue et cordes                                                                         | avril 1776              |                  | Salzbourg |
| 246 | 246  | Concerto no 8 en do majeur « Lützow », pour piano et orchestre                                                                  | avril 1776              |                  | Salzbourg |
| 262 | 246a | Missa Longa en do majeur pour solistes (SATB), chœur à quatre voix, orgue et orchestre                                          | 1776 (?)                |                  | Salzbourg |
| 288 | 246c | Divertimento en fa majeur pour orchestre                                                                                        | été 1776                |                  | Salzbourg |
| 247 | 247  | Divertimento no 10 en fa majeur pour orchestre                                                                                  | juin 1776               |                  | Salzbourg |
| 248 | 248  | Marche en fa majeur pour orchestre                                                                                              | juin 1776               |                  | Salzbourg |
| 260 | 248a | « Venite populi », offertoire « de Venerabili Sacramento » pour deux chœurs à quatre voix, deux violons ad lib., basse et orgue | juin (?) 1776           |                  | Salzbourg |
| 250 | 248b | Sérénade no 7 en ré majeur « Haffner » pour orchestre                                                                           | juillet 1776            |                  | Salzbourg |
| 249 | 249  | Marche en ré majeur pour orchestre                                                                                              | 20 juillet 1776         |                  | Salzbourg |
| 101 | 250a | Sérénade no 2 en fa majeur « Contredanse » pour orchestre                                                                       | Environ début de 1776   |                  | Salzbourg |

## KV 251-300
| K1       | K6   | Titre | Dates de composition          | Date de création | Lieu                |
| -------- | ---- | --- | ----------------------------- | ---------------- | ------------------- |
| 251      | 251  | Divertimento no 11 en ré majeur pour orchestre | juillet 1776                  |                  | Salzbourg           |
| 253      | 253  | Divertimento no 13 en fa majeur pour instruments à vent (en)                                                                                         | août 1776                     |                  | Salzbourg           |
| 254      | 254  | Trio no 1 en si bémol majeur « Divertimento » pour piano et cordes                                                                                   | août 1776                     |                  | Salzbourg           |
| 255      | 255  | « Ombra felice !... Io ti lascio », récitatif et air en rondeau pour alto et orchestre                                                               | septembre 1776                |                  | Salzbourg           |
| 256      | 256  | « Clarice cara mia sposa », air bouffe pour ténor et orchestre                                                                                       | septembre 1776                |                  | Salzbourg           |
| 257      | 257  | Missa Credo, en do majeur pour solistes (SATB), chœur à quatre voix, orgue et orchestre                                                              | Entre 1775 et 1777            |                  | Salzbourg           |
| 258      | 258  | Missa brevis Spaur, en do majeur pour solistes (SATB), chœur à quatre voix, orgue et orchestre                                                       | Entre 1775 et 1777            |                  | Salzbourg           |
| Anh. 13  | 258a | Kyrie en do majeur pour chœur à quatre voix et orchestre (fragment)                                                                                  | 1787 - 1791                   |                  |                     |
| 259      | 259  | Missa brevis Orgelsolo, en do majeur pour solistes (SATB), chœur à quatre voix, orgue et orchestre                                                   | Entre 1775 et 1777            |                  | Salzbourg           |
| 261      | 261  | Adagio en mi majeur pour violon et orchestre | 1776                          |                  | Salzbourg           |
| 269      | 261a | Rondo en si bémol majeur pour violon et orchestre | 1775 - 1777                   |                  | Salzbourg           |
| 263      | 263  | Sonate d'église no 12 en do majeur pour orgue et orchestre                                                                                           | décembre 1776                 |                  | Salzbourg           |
| 286      | 269a | Sérénade no 8 en ré majeur « Notturno » pour quatre orchestres                                                                                       | décembre 1776 ou janvier 1777 |                  | Salzbourg           |
|          | 269b | Quatre contredanses pour Johann Rudolf Graf Czernin (pas d'instrumentation)                                                                          | janvier 1777                  |                  | Salzbourg           |
| 270      | 270  | Divertimento no 14 en si bémol majeur pour instruments à vent (en)                                                                                   | janvier 1777                  |                  | Salzbourg           |
| 271      | 271  | Concerto no 9 en mi bémol majeur « Jeunehomme » pour piano et orchestre                                                                              | janvier 1777                  |                  | Salzbourg           |
| 267      | 271c | Quatre contredanses pour orchestre | début de 1777                 |                  | Salzbourg           |
| 274      | 271d | Sonate d'église no 13 en sol majeur pour orgue et cordes                                                                                             | 1777                          |                  | Salzbourg           |
| 278      | 271e | Sonate d'église no 14 en do majeur « pro festis Palii » pour orgue et orchestre                                                                      | mars - avril 1777             |                  |                     |
| 266      | 271f | Sonate et Trio en si bémol majeur pour cordes | printemps 1777                |                  | Salzbourg           |
| 289      | 271g | Divertimento no 16 en mi bémol majeur pour instruments à vent (en)                                                                                   | vers été 1777                 |                  | Salzbourg           |
| 287      | 271H | Divertimento no 15 en si bémol majeur « Zweite Lodronische Nachtmusik » pour orchestre                                                               | juin 1777                     |                  | Salzbourg           |
| 271a     | 271i | Concerto no 7 en ré majeur pour violon avec orchestre                                                                                                | 16 juillet 1777               |                  | Salzbourg           |
|          | 271k | Concerto en fa majeur « Ferlandis » pour hautbois et orchestre (perdu)                                                                               | 1777                          |                  | Salzbourg           |
| 272      | 272  | « Ah lo previdi !... Ah t'invola... Deh non vacar », récitatif air et cavatine pour soprano et orchestre                                             | août 1777                     |                  | Salzbourg           |
| 277      | 272a | « Alma Dei creatoris », offertoire « de Beata Maria Virginis » pour solistes (SATB), chœur à quatre voix, deux violons, basse (3 trombones) et orgue | été ou automne 1777           |                  | Salzbourg           |
| 275      | 272b | Missa brevis en si bémol majeur pour solistes (SATB), chœur à quatre voix, deux violons, basse (3 trombones) et orgue                                | Avant le 23 septembre 1777    |                  | Salzbourg           |
| 273      | 273  | « Sancta Maria mater Dei », graduel « ad festum Beatae Mariae Virginis » pour chœur à quatre voix, cordes et orgue                                   | 9 septembre 1777              |                  | Salzbourg           |
|          | 284a | Quatre préludes pour piano (perdu) |                               |                  |                     |
| 309      | 284b | Sonate no 7 en do majeur pour piano | octobre - novembre 1777       |                  | Mannheim            |
| 311      | 284c | Sonate no 9 en ré majeur pour piano | octobre - novembre 1777       |                  | Mannheim            |
| 307      | 284d | « Oiseaux, si tous les ans », ariette pour voix et piano                                                                                             | hiver 1777-78                 |                  | Mannheim            |
|          | 284e | Instrumentation d'un concerto pour flûte de Johann Baptist Wendling                                                                                  | 1777                          |                  | Mannheim            |
| 285      | 285  | Quatuor no 1 en ré majeur pour flûte et cordes | 25 décembre 1777              |                  | Mannheim            |
|          | 285a | Quatuor no 2 en sol majeur pour flûte et cordes | hiver 1777-78                 |                  | Mannheim            |
| Anh. 171 | 285b | Quatuor no 3 en do majeur pour flûte et cordes | 1781-82                       |                  | Vienne              |
| 313      | 285c | Concerto no 1 en sol majeur pour flûte et orchestre                                                                                                  | début de 1778                 |                  | Mannheim            |
| 314      | 285d | Concerto no 2 en ré majeur pour flûte / en do majeur pour hautbois et orchestre                                                                      | début de 1778                 |                  | Mannheim            |
| 315g     | 285h | Concerto no 3 en ré majeur pour flûte / en si bemol majeur pour hautbois et orchestre                                                                | début de 1778                 |                  | Mannheim            |
| 315      | 285e | Andante en do majeur pour flûte avec orchestre | début de 1778                 |                  | Mannheim            |
| 301      | 293a | Sonate no 18 en sol majeur pour violon et piano | février 1778                  |                  | Mannheim            |
| 302      | 293b | Sonate no 19 en mi bémol majeur pour violon et piano                                                                                                 | février 1778                  |                  | Mannheim            |
| 303      | 293c | Sonate no 20 en do majeur pour violon et piano | février 1778                  |                  | Mannheim            |
| 305      | 293d | Sonate no 22 en la majeur pour violon et piano | printemps 1778                |                  | Paris               |
|          | 293e | Dix-neuf cadences vocales pour trois airs de Johann Christian Bach                                                                                   | 1778                          |                  |                     |
| 294      | 294  | « Alcandro lo confesso... Non sò d'onde viene », récitatif et air pour soprano et orchestre                                                          | 24 février 1778               |                  | Mannheim            |
| 295      | 295  | « Se al labbro mio non credi... Il cor dolente », air pour ténor et orchestre                                                                        | 27 février 1778               |                  | Mannheim            |
| 486a     | 295a | « Basta vincesti... Ah non lasciarmi no », récitatif et air pour soprano et orchestre                                                                | 27 février 1778               |                  | Mannheim            |
| 308      | 295b | « Dans un bois solitaire », ariette pour voix et piano                                                                                               | 1777/78                       |                  | Mannheim            |
| 296      | 296  | Sonate no 17 en do majeur pour violon et piano | 11 mars 1778                  |                  | Mannheim            |
| 322      | 296a | Kyrie pour solistes (SA), chœur à quatre voix et orchestre (fragment)                                                                                | 1778/79                       |                  |                     |
| Anh. 12  | 296b | = 296a | 1778/79                       |                  |                     |
|          | 296c | Sanctus en mi bémol majeur pour quatre voix (SATB), hautbois, violon et basse (esquisse)                                                             | 1779/80                       |                  | Salzbourg           |
| Anh. 1   | 297a | Huit morceaux ajoutés au Miserere d'Ignace Holzbauer pour chœur à quatre voix et orchestre (perdu)                                                   | 1778                          |                  |                     |
| Anh. 9   | 297b | Sinfonia concertante en mi bémol majeur pour hautbois, clarinette, cor, basson et orchestre (douteux)                                                | avril 1778                    |                  | Paris               |
| 299      | 297c | Concerto en do majeur pour flûte, harpe et orchestre                                                                                                 | avril 1778                    |                  | Paris               |
| 298      | 298  | Quatuor no 4 en la majeur pour flûte et cordes | fin 1786                      |                  | Vienne              |
| 354      | 299a | Douze variations en mi bémol majeur pour piano sur le thème de la romance « Je suis Lindor » de A.L. Baudron                                         | 1778                          |                  | Paris               |
| Anh. 10  | 299b | Les Petits Riens, ouverture et danses pour orchestre pour le ballet Le finte gemelle de Jean-Georges Noverre                                         | Avant le 11 juin 1778         |                  | Paris               |
|          | 299c | Musique de ballet (16 numéros) (esquisse) | 1778 (?)                      |                  | Paris (?)           |
| Anh. 103 | 299d | La Chasse, rondeau en la majeur/mineur pour orchestre (fragment)                                                                                     | 1778 (?)                      |                  | Paris (?)           |
| 300      | 300  | Gavotte en si bémol majeur pour orchestre | 1778                          |                  | Paris               |
| 297      | 300a | Symphonie no 31 en ré majeur « Paris » pour orchestre                                                                                                | mai - juin 1778               |                  | Paris               |
| 316      | 300b | « Popoli di Tessaglia!... Io non chiedo eterni Dei », récitatif et air pour soprano et orchestre                                                     | 8 janvier 1779                |                  | Munich              |
| 304      | 300c | Sonate no 21 en mi mineur pour violon et piano | début de l'été de 1778        |                  | Paris               |
| 310      | 300d | Sonate no 8 en la mineur pour piano | été 1778                      |                  | Paris               |
| 265      | 300e | Douze variations en do majeur pour piano sur le thème de « Ah ! vous dirai-je, maman »                                                               | 1778                          |                  | Paris               |
| 353      | 300f | Douze variations en mi bémol majeur pour piano sur « La Belle Françoise »                                                                            | 1778                          |                  | Paris               |
| 395      | 300g | Capriccio/Preambulum en do majeur pour piano | début d'octobre 1777          |                  | Munich              |
| 330      | 300h | Sonate no 10 en do majeur pour piano | 1783                          |                  | Vienne ou Salzbourg |
| 331      | 300i | Sonate no 11 en la majeur « Alla turca » pour piano                                                                                                  | 1783                          |                  | Vienne ou Salzbourg |
| 332      | 300k | Sonate no 12 en fa majeur pour piano | 1783                          |                  | Vienne ou Salzbourg |
| 306      | 300l | Sonate no 23 en ré majeur pour violon et piano | été 1778                      |                  | Paris               |

## KV 301-350
| K1       | K6   | Titre                                                                                                 | Dates de composition       | Date de création | Lieu             |
| -------- | ---- | --- | -------------------------- | ---------------- | ---------------- |
| Anh. 3   | 315b | Scène pour ténor et orchestre (dédié au chanteur Tenducci)                                            | 1778                       |                  |                  |
| 333      | 315c | Sonate no 13 en si bémol majeur « Linz » pour piano                                                   | fin 1783                   |                  | Linz             |
| 264      | 315d | Neuf variations en do majeur pour piano sur « Lison dormait » de la comédie Julie de Nicolas Dezède   | fin août ou septembre 1778 |                  | Paris            |
| Anh. 11  | 315e | Musique pour Semiramis d'Otto Freiherrn von Gemmingen (perdu)                                         | 1778                       |                  |                  |
| Anh. 56  | 315f | Concerto en ré majeur pour piano et violon (fragment)                                                 | 1778                       |                  | Mannheim         |
|          | 315g | Huit menuets avec trio pour piano                                                                     | Environ début de 1779      |                  | Salzbourg        |
| 365      | 316a | Concerto no 10 en mi bémol majeur pour deux pianos et orchestre                                       | début de 1779              |                  | Salzbourg        |
| 317      | 317  | Krönungsmesse, en do majeur pour solistes (SATB), chœur à quatre voix, orgue et orchestre             | 23 mars 1779               |                  | Salzbourg        |
| 329      | 317a | Sonate d'église no 16 en do majeur pour orgue et orchestre                                            | mars 1779                  |                  | Salzbourg        |
| 146      | 317b | « Kommet her ihr frechen Sünder », Passionslied pour soprano, cordes et orgue                         | mars ou avril 1779         |                  | Salzbourg        |
| 328      | 317c | Sonate d'église no 15 en do majeur pour orgue et cordes                                               | début de 1779              |                  | Salzbourg        |
| 378      | 317d | Sonate no 26 en si bémol majeur pour violon et piano                                                  | début de 1779              |                  | Salzbourg        |
| 318      | 318  | Symphonie no 32 en sol majeur pour orchestre                                                          | 26 avril 1779              |                  | Salzbourg        |
| 319      | 319  | Symphonie no 33 en si bémol majeur pour orchestre                                                     | 9 juillet 1779             |                  | Salzbourg        |
| 320      | 320  | Sérénade no 9 en ré majeur « Posthorn », pour orchestre                                               | 3 août 1779                |                  | Salzbourg        |
| 335      | 320a | Deux marches en ré majeur pour orchestre                                                              | août 1779                  |                  | Salzbourg        |
| 334      | 320b | Divertimento no 17 en ré majeur pour quatuor à cordes et deux cors                                    | été 1779 ou 1780           |                  | Salzbourg        |
|          | 320B | Divertimento en ré majeur pour orchestre (fragment)                                                   | 1772/73                    |                  |                  |
| 445      | 320c | Marche en ré majeur pour orchestre                                                                    | été 1780                   |                  | Salzbourg        |
| 364      | 320d | Sinfonia concertante en mi bémol majeur pour violon, alto et orchestre                                | 1779                       |                  | Salzbourg        |
| 1nh. 104 | 320e | Symphonie concertante pour trois instruments (violon, alto et violoncelle)                            | 1779                       |                  | Salzbourg        |
| 321      | 321  | Vesperae solennes de Dominica, vêpres pour solistes (SATB), chœur à quatre voix, orgue et orchestre   | 1779                       |                  | Salzbourg        |
|          | 321a | Magnificat pour solistes et chœur (SATB), orgue et orchestre                                          | 1779                       |                  | Salzbourg        |
| 276      | 321b | Regina Coeli, motet pour solistes (SATB) et chœur à quatre voix, orgue et orchestre                   | vers 1779                  |                  | Salzbourg        |
| 323      | 323  | Kyrie pour chœur à quatre voix, orgue et orchestre                                                    |                            | 1787 - 1789      |                  |
| Anh. 20  | 323a | Gloria en do majeur (fragment)                                                                        |                            | 1787 - 1789      |                  |
| 345      | 336a | Thamos, König in Ägypten musique incidentale pour un drame héroïque                                   | mars - décembre 1779       |                  | Salzbourg        |
| 344      | 336b | Zaide (Das Serail), singspiel en deux actes                                                           | 1779/80                    |                  | Salzbourg        |
| 343      | 336c | Deux chants d'église allemands pour voix et basse                                                     | début de 1787              |                  | Prague ou Vienne |
| 336      | 336d | Sonate d'église no 17 en do majeur pour orgue et cordes                                               | mars 1780                  |                  | Salzbourg        |
| 337      | 337  | Missa Solemnis, en do majeur pour solistes (SATB), chœur à quatre voix, orgue et orchestre            | mars 1780                  |                  | Salzbourg        |
| 338      | 338  | Symphonie no 34 en do majeur pour orchestre                                                           | 29 août 1780               |                  | Salzbourg        |
| 339      | 339  | Vesperae Solennes de Confessore, vêpres pour solistes (SATB), chœur à quatre voix, orgue et orchestre | 1780                       |                  | Salzbourg        |
| 392      | 340a | « Verdankt sei es dem Glanz der Großen », lied pour voix et piano                                     | août 1781 - mai 1782       |                  | Vienne           |
| 391      | 340b | « Sei du mein Trost », lied pour voix et piano                                                        | août 1781 - mai 1782       |                  | Vienne           |
| 390      | 340c | « Ich würd auf meinem Pfad », lied pour voix et piano                                                 | août 1781 - mai 1782       |                  | Vienne           |

## KV 351-400
| K1            | K6   | Titre | Dates de composition     | Date de création | Lieu                |
| ------------- | ---- | --- | ------------------------ | ---------------- | ------------------- |
| 363           | 363  | Trois Menuets | 1780                     |                  | Salzbourg           |
| Anh. 11a      | 365a | « Warum o Liebe », lied récitatif et air (perdu) | novembre 1780            |                  | Munich              |
| 366           | 366  | Idomeneo, re di Creta, opera seria en trois actes | 29 janvier 1781          |                  | Salzbourg et Munich |
| 367           | 367  | Idomeneo, musique de ballet pour orchestre | janvier 1781             |                  | Munich              |
| 349           | 367a | « Die Zufriedenheit », lied pour voix et mandoline                                                                                                   | hiver 1780-81            |                  | Munich              |
| 351           | 367b | « Komm liebe Zither komm », lied pour soprano ou ténor et mandoline                                                                                  | hiver 1780-81            |                  | Munich              |
| 368           | 368  | « Ma che vi fece... Sperai vicino il lido », récitatif et air pour soprano et orchestre                                                              | janvier 1781             |                  | Munich              |
| 341           | 368a | Kyrie pour chœur à quatre voix avec orchestre et orgue                                                                                               | 1787 - 1791              |                  | Vienne              |
| 370           | 368b | Quatuor en fa majeur pour hautbois et cordes | début de 1781            |                  | Munich              |
| 369           | 369  | « Misera dove son !... Ah ! non son'io che parlo », récitatif et air pour soprano et orchestre                                                       | 8 mars 1781              |                  | Munich              |
| 361           | 370a | Sérénade no 10 en si bémol majeur « Gran Partita » pour instruments à vent                                                                           | 1783/84                  |                  | Vienne              |
|               | 370b | Mouvement en mi bémol majeur d'un concerto pour cor et orchestre                                                                                     | Avant le 21 mars 1781    |                  | Vienne              |
| 371           | 371  | Rondo en mi bémol majeur d'un concerto pour cor et orchestre                                                                                         | 21 mars 1781             |                  | Vienne              |
| 372           | 372  | Allegro en si bémol majeur d'une sonate pour piano et violon                                                                                         | 24 mars 1781             |                  | Vienne              |
| 400           | 372a | Allegro en si bémol majeur pour piano | 1781                     |                  | Vienne (?)          |
| 373           | 373  | Rondo en do majeur pour violon et orchestre | 2 avril 1781             |                  | Vienne              |
| 379           | 373a | Sonate no 27 en sol majeur pour violon et piano | avril 1781               |                  | Vienne              |
| 374           | 374  | « A questo seno deh vieni... Or che il cielo a me ti rende », récitatif et air pour soprano et orchestre                                             | avril 1781               |                  | Vienne              |
| 359           | 374a | Douze variations en sol majeur pour violon et piano sur « La Bergère Célimène »                                                                      | juin 1781                |                  | Vienne              |
| 360           | 374b | Six variations en sol majeur pour violon et piano sur un andantino « Hélas, j'ai perdu mon amant »                                                   | juin 1781                |                  | Vienne              |
| 352           | 374c | Huit variations en fa majeur pour piano sur le thème de la marche « Dieu d'amour » (acte I, scène 7) de l'opéra Les Mariages samnites d'André Grétry | juin 1781                |                  | Vienne              |
| 376           | 374d | Sonate no 24 en fa majeur pour violon et piano | été 1781                 |                  | Vienne              |
| 377           | 374e | Sonate no 25 en fa majeur pour violon et piano | été 1781                 |                  | Vienne              |
| 380           | 374f | Sonate no 28 en mi bémol majeur pour violon et piano                                                                                                 | été 1781                 |                  | Vienne              |
| Anh. 46       | 374g | Andantino en sol majeur pour piano et violoncelle | été 1781                 |                  | Vienne              |
| 375           | 375  | Sérénade no 11 en mi bémol majeur pour instruments à vent (6 ou 8)                                                                                   | Avant le 15 octobre 1781 |                  | Vienne              |
| 448           | 375a | Sonate en ré majeur pour deux pianos | novembre 1781            |                  | Vienne              |
| Anh. 42       | 375b | Sonate en si bémol majeur pour deux pianos | printemps 1782           |                  | Vienne              |
| Anh. 43       | 375c | Sonate en si bémol majeur pour deux pianos | printemps 1782           |                  | Vienne              |
| Anh. 45       | 375d | Fugue en sol majeur pour deux pianos | 1782                     |                  | Vienne              |
| 401           | 375e | Fugue en sol mineur pour piano | 1782                     |                  | Vienne              |
| 153           | 375f | Fugue en mi bémol majeur pour piano (inachevée) | 1782                     |                  | Vienne              |
| Anh. 41       | 375g | Fugue en mi majeur pour piano (fragment) | 1776/77                  |                  | Salzbourg (?)       |
|               | 375h | Fugue en fa majeur pour piano (fragment) | 1782/83                  |                  | Vienne (?)          |
| 382           | 382  | Rondo en ré majeur pour piano et orchestre | février 1782             |                  | Vienne              |
| 229           | 382a | « Sie ist dahin », canon en do majeur pour trois voix                                                                                                | 1782                     |                  | Vienne              |
| 230           | 382b | « Selig selig alle », canon en do majeur à deux voix                                                                                                 | 1782                     |                  | Vienne              |
| 231           | 382c | « Leck mich im Arsch », canon en si bémol majeur à six voix                                                                                          | 1782                     |                  | Vienne              |
| 233           | 382d | « Leck mir den Arsch fein recht schön sauber », canon en si bémol majeur à trois voix                                                                | 1782                     |                  | Vienne              |
| 234           | 382e | « Bei der Hitz im Sommer eß ich », canon en sol majeur à trois voix                                                                                  | 1782                     |                  | Vienne              |
| 347           | 382f | « Wo der perlende Wein im Glase blinkt », canon en ré majeur pour deux sopranos et quatre ténors                                                     | 1782                     |                  | Vienne              |
| 348           | 382g | «'V'amo di core », canon en sol majeur pour trois chœurs à quatre voix                                                                               | 1782                     |                  | Vienne              |
| 119           | 382h | « Der Liebe himmlisches Gefühl », air pour soprano et orchestre                                                                                      | 1782                     |                  | Vienne              |
| 383           | 383  | « Nehmt meinen Dank ihr holden Gönner ! », air pour soprano et orchestre                                                                             | 10 avril 1782            |                  | Vienne              |
| 394           | 383a | Fantaisie/Prélude et fugue en do majeur pour piano                                                                                                   | avril 1782               |                  | Vienne              |
| Anh. 33 et 40 | 383b | Fugue en fa majeur pour piano (fragment) | printemps 1782           |                  | Vienne              |
| Anh. 38       | 383c | Thème et variations en do majeur pour piano | printemps 1782           |                  | Vienne              |
| Anh. 32       | 383C | Fantaisie en fa majeur pour piano | 1789                     |                  |                     |
| Anh. 39       | 383d | Fugue en do majeur pour piano | printemps 1782           |                  | Vienne              |
| 408/1         | 383e | Marche en do majeur | 1782                     |                  | Vienne              |
| 408/3         | 383F | Marche en do majeur | 1782                     |                  | Vienne              |
| 409           | 383f | Symphonie/Grand menuet en do majeur pour orchestre                                                                                                   | 1782                     |                  | Vienne              |
| Anh. 100      | 383g | Petite symphonie burlesque en ré majeur pour orchestre                                                                                               | 1782                     |                  |                     |
| 440           | 383h | « In te spero oh sposo amato », air pour soprano et orchestre                                                                                        | printemps 1782           |                  | Vienne              |
|               | 383i | Ouverture ou mouvement de symphonie en do majeur (esquisse)                                                                                          |                          |                  |                     |
| 384           | 384  | Die Entführung aus dem Serail, singspiel en trois actes                                                                                              | 16 juillet 1782          |                  | Vienne              |
| 388           | 384a | Sérénade no 12 en do mineur « Nachtmusik » pour instruments à vent                                                                                   | 1782                     |                  | Vienne              |
| 389           | 384A | « Welch ängstliches Beben », duo pour deux ténors et orchestre                                                                                       | avril ou mai 1782        |                  | Vienne              |
|               | 384b | Marche en si bémol majeur pour instruments à vent (fragment)                                                                                         | juillet 1782             |                  | Vienne              |
|               | 384B | Andante en mi bémol majeur pour instruments à vent (fragment)                                                                                        | 1782                     |                  | Vienne              |
| Anh. 96       | 384c | Allegro en si bémol majeur pour instruments à vent                                                                                                   | juillet 1782             |                  | Vienne              |
| 385           | 385  | Symphonie no 35 en ré majeur « Haffner » pour orchestre                                                                                              | juillet 1782             |                  | Vienne              |
| 408/2         | 385a | Marche en ré majeur | août 1782                |                  | Vienne              |
| 393           | 385b | Solfeggi, exercices de solfège pour voix | août 1782                |                  | Vienne              |
| 403           | 385c | Sonate no 30 en do majeur pour piano et violon (fragment)                                                                                            | 1782                     |                  |                     |
| 404           | 385d | Sonate n° 31 en do majeur pour piano et violon | 1782                     |                  |                     |
| 402           | 385e | Sonate no 29 en la majeur/la mineur pour piano et violon (fragment)                                                                                  | 1782                     |                  |                     |
| Anh. 48       | 385E | Sonate en la majeur pour piano et violon | 1782                     |                  | Vienne              |
| 396           | 385f | Fantasia/Adagio n° 2 en ut mineur pour piano | août ou septembre 1782   |                  | Vienne              |
| 397           | 385g | Fantaisie en ré mineur pour piano | 1782                     |                  | Vienne              |
| Anh. 34       | 385h | Adagio en ré majeur pour piano |                          |                  |                     |
| 399           | 385i | Suite en do majeur pour piano (fragment) | 1782                     |                  | Vienne              |
| 154           | 385k | Fugue en sol mineur pour piano | 1782                     |                  | Vienne              |
|               | 385o | Esquisse d'un concerto en la majeur pour piano (cf. 385p)                                                                                            | 1782                     |                  | Vienne              |
| 414           | 385p | Concerto no 12 en la majeur pour piano et orchestre                                                                                                  | automne 1782             |                  | Vienne              |
| 386           | 386  | Rondo en la majeur pour piano et orchestre | 19 octobre 1782          |                  | Vienne              |
| 412           | 386b | Concerto no 1 en ré majeur pour cor et orchestre | 1782                     |                  | Vienne              |
| 407           | 386c | Quintette en mi bémol majeur pour cor et cordes | fin 1782                 |                  | Vienne              |
| Anh. 25       | 386d | Ode en ré majeur pour voix et piano pour La Prise de Gibraltar de Denis                                                                              | fin décembre 1782        |                  | Vienne              |
| 387           | 387  | Quatuor no 14 en sol majeur pour cordes | 31 décembre 1782         |                  | Vienne              |
| 413           | 387a | Concerto no 11 en fa majeur pour piano et orchestre                                                                                                  | hiver 1782-83            |                  | Vienne              |
| 415           | 387b | Concerto no 13 en do majeur pour piano et orchestre                                                                                                  | printemps 1783           |                  | Vienne              |

## KV 401-450
| K1      | K6   | Titre | Dates de composition    | Date de création | Lieu                    |
| ------- | ---- | --- | ----------------------- | ---------------- | ----------------------- |
|         | 404a | Arrangements de six préludes et fugues de Johann Sebastian Bach et Wilhelm Friedemann Bach                                                     | 1782                    |                  | Vienne                  |
| 443     | 404b | Fugue en sol majeur à trois voix | 1782                    |                  | Vienne                  |
| 405     | 405  | Adaptation en quatuor à cordes de fugues de Johann Sebastian Bach                                                                              | 1782                    |                  | Vienne                  |
| Anh. 77 | 405a | Fugue en do majeur pour deux violons, alto et violoncelle (fragment)                                                                           | 1782 - 1784 (?)         |                  | Vienne                  |
| 416     | 416  | « Mia speranza adorata !... Ah non sai qual pena sia », récitatif et rondo pour soprano et orchestre                                           | 8 janvier 1783          |                  | Vienne                  |
| Anh. 28 | 416a | Opéra allemand (perdu) | 1783                    |                  |                         |
| 435     | 416b | « Mußt ich auch durch tausend Drachen », air pour ténor et orchestre                                                                           | 1783                    |                  | Vienne                  |
| 433     | 416c | « Männer suchen stets zu naschen », air pour basse et orchestre                                                                                | 1783                    |                  | Vienne                  |
| 446     | 416d | Musique pour une pantomime (fragment) | février 1783            |                  | Vienne                  |
| 398     | 416e | Six variations en fa majeur pour piano sur l'air « Salve tu Domine » (acte I, scène 8) de l'opéra I filosofi immaginarii de Giovanni Paisiello | 1783/84                 |                  | Vienne                  |
| 293     | 416f | Concerto en fa majeur pour hautbois et orchestre                                                                                               | novembre 1778           |                  | Mannheim                |
| 417     | 417  | Concerto no 2 en mi bémol majeur pour cor et orchestre                                                                                         | 27 mai 1783             |                  | Vienne                  |
| 427     | 417a | Grande messe en ut mineur pour 4 solistes dont 2 sopranos (SSTB), 2 chœurs SATB (total huit voix), orchestre                                   | 1783                    |                  | Vienne                  |
| 421     | 417b | Quatuor no 15 en ré mineur pour cordes | 17 juin 1783 (?)        |                  | Vienne                  |
|         | 417B | Études contrapuntiques sur le thème « Cum Sancto Spiritu » de la messe KV.417a - début d'une fugue                                             |                         |                  |                         |
| Anh. 76 | 417c | Fugue en ré majeur pour deux violons, alto et violoncelle                                                                                      | 1782 - 1784 (?)         |                  | Vienne                  |
| Anh. 84 | 417d | Quintet en mi majeur pour cordes (fragment) | juin 1783 (?)           |                  | Vienne                  |
| 178     | 417e | « Ah ! spiegarti, oh Dio », air pour soprano et piano                                                                                          | juin 1783               |                  | Vienne                  |
| 418     | 418  | « Vorrei spiegarvi, oh Dio! », air pour soprano et orchestre                                                                                   | 20 juin 1783            |                  | Vienne                  |
| 419     | 419  | « No che non sei capace », air pour soprano et orchestre                                                                                       | juin 1783               |                  | Vienne                  |
| 420     | 420  | Per pietà non ricercate, air pour ténor et orchestre                                                                                           | 21 juin 1783            |                  | Vienne                  |
| 432     | 421a | « Così dunque tradisci... Aspri rimorsi atroci », récitatif et air pour basse et orchestre                                                     | 1783                    |                  | Vienne                  |
| 428     | 421b | Quatuor no 16 en mi bémol majeur pour cordes                                                                                                   | juin - juillet 1783     |                  | Vienne                  |
| 422     | 422  | L'Oca del Cairo, opéra-bouffe en deux actes | fin 1783                |                  | Salzbourg (?) et Vienne |
| Anh. 14 | 422a | Kyrie pour quatre voix avec deux violons, alto, basse, deux hautbois et basson (fragment)                                                      | 1787 - 1789             |                  |                         |
| 423     | 423  | Duo en sol majeur pour violon et alto | juillet - octobre 1783  |                  | Salzbourg               |
| 424     | 424  | Duo en si bémol majeur pour violon et alto | juillet - octobre 1783  |                  | Salzbourg               |
| 430     | 424a | Lo sposo deluso ossia La rivalità di tre donne per un solo amante, opéra-bouffe en deux actes                                                  | fin 1783                |                  | Salzbourg (?) et Vienne |
| 425     | 425  | Symphonie no 36 en do majeur « Linz » pour orchestre                                                                                           | octobre - novembre 1783 |                  | Linz                    |
| 444     | 425a | Symphonie no 37/Introduction pour une symphonie de Michael Haydn                                                                               | novembre 1783           |                  | Linz                    |
| 431     | 425b | « Misero ! O sogno !... Aura che intorno spiri », récitatif et air pour ténor et orchestre                                                     | décembre 1783           |                  | Vienne                  |
| 426     | 426  | Fugue en do mineur pour deux pianos | 29 décembre 1783        |                  | Vienne                  |
| Anh. 44 | 426a | Allegro en do mineur pour deux pianos (fragment)                                                                                               | décembre 1783           |                  | Vienne                  |
| 436     | 436  | « Ecco quel fiero istante », notturno pour deux sopranos, basse et trois cors de basset                                                        | 1783                    |                  | Vienne                  |
| 437     | 437  | « Mi lagnerò tacendo », notturno pour deux sopranos, basse, deux clarinettes et cor de basset                                                  | 1783                    |                  | Vienne                  |
| 438     | 438  | « Se lontan ben mio tu sei », notturno pour deux sopranos, basse, deux clarinettes et cor de basset                                            | 1783                    |                  | Vienne                  |
| 439     | 439  | « Due pupille amabili », notturno pour deux sopranos, basse et trois cors de basset                                                            | 1783                    |                  | Vienne                  |
| 346     | 439a | « Luci care luci belle », notturno pour deux sopranos, basse et trois cors de basset                                                           | 1783                    |                  | Vienne                  |
|         | 439b | Cinq divertimenti/sérénades pour deux clarinettes (ou cors de basset) et basson ou pour trois cors de basset                                   | 1783 - 1788             |                  |                         |
| 441     | 441  | « Liebes Manndel wo ist's Bandel ? », trio pour soprano, ténor, basse et cordes                                                                | vers 1783               |                  | Vienne                  |
|         | 441a | « Ja ! Grüß dich Gott », lied comique pour basse (fragment)                                                                                    | vers 1783               |                  | Vienne (?)              |
| 442     | 442  | Trio no 2 en ré majeur pour piano et cordes (fragment)                                                                                         | vers 1783               |                  | Vienne                  |
| 447     | 447  | Concerto no 3 en mi bémol majeur pour cor et orchestre                                                                                         | vers 1787               |                  | Vienne                  |
| 461     | 448a | Six menuets pour orchestre | 1784                    |                  | Vienne                  |
| 462     | 448b | Six contredanses pour deux violons et basse | janvier 1784            |                  | Vienne                  |
| 463     | 448c | Deux menuets et contredanses pour orchestre | janvier 1784            |                  | Vienne                  |
| 449     | 449  | Concerto no 14 en mi bémol majeur pour piano et orchestre                                                                                      | 9 février 1784          |                  | Vienne                  |
| 450     | 450  | Concerto no 15 en si bémol majeur pour piano et orchestre                                                                                      | 15 mars 1784            |                  | Vienne                  |

## KV 451-500
| K1       | K6   | Titre | Dates de composition   | Date de création | Lieu       |
| -------- | ---- | --- | ---------------------- | --- | ---------- |
| 451      | 451  | Concerto no 16 en ré majeur pour piano et orchestre                                                                                         | 22 mars 1784           | | Vienne     |
| 452      | 452  | Quintette en mi bémol majeur pour piano, hautbois, clarinette, cor et basson                                                                | 30 mars 1784           | | Vienne     |
| Anh. 54  | 452a | Quintette en si bémol majeur pour piano, hautbois, clarinette, cor de basset et basson                                                      | 1784                   | | Vienne     |
| Anh. 55  | 452b | Premier mouvement d'un concerto en ré majeur pour piano et orchestre                                                                        |                        | |            |
| Anh. 65  | 452c | Mouvement central d'un concerto en do majeur pour piano (fragment)                                                                          | printemps 1784         | | Vienne     |
| 453      | 453  | Concerto no 17 en sol majeur pour piano et orchestre                                                                                        | 12 avril 1784          | | Vienne     |
|          | 453a | Petite Marche funèbre del Signor Maestro Contrapunto en do majeur pour piano                                                                | 1784                   | | Vienne     |
|          | 453b | Cahier d'exercices pour Barbara Ployer et Franz Jakob Freystädtlers                                                                         | 1784                   | | Vienne     |
| 454      | 454  | Sonate no 32 en si bémol majeur « Strinasacchi » pour violon et piano                                                                       | 21 avril 1784          | | Vienne     |
| 460      | 454a | Huit variations en la majeur pour piano sur l'air de Mignonne « Come un agnello » de l'opéra « Fra i due litiganti » de Giuseppe Sarti      | juin 1784              | | Vienne     |
| 455      | 455  | Dix variations en sol majeur pour piano sur l'air « Unser dummer Pobel meint » de l'opéra « Pilger von Mekka » de Christoph Willibald Gluck | 25 août 1784           | | Vienne     |
| 456      | 456  | Concerto no 18 en si bémol majeur « Paradis » pour piano et orchestre                                                                       | 30 septembre 1784      | | Vienne     |
| 457      | 457  | Sonate no 14 en do mineur pour piano | 14 octobre 1784        | | Vienne     |
| 458      | 458  | Quatuor no 17 en si bémol majeur « La Chasse » pour cordes                                                                                  | 9 novembre 1784        | | Vienne     |
| Anh. 75  | 458a | Menuet en sol majeur pour deux violons, alto et violoncelle (fragment)                                                                      | novembre 1784 (?)      | | Vienne     |
| Anh. 71  | 458b | Rondo en si bémol majeur pour quatuor à cordes (fragment)                                                                                   | novembre 1784 (?)      | | Vienne     |
| 459      | 459  | Concerto no 19 en fa majeur « Krönungskonzert no 2 » pour piano et orchestre                                                                | 11 décembre 1784       | | Vienne     |
| Anh. 59  | 459a | Mouvement lent en do majeur pour un concerto pour piano et orchestre                                                                        | vers fin 1784          | | Vienne     |
| 464      | 464  | [[Quatuors dédiés à Haydn\|Quatuor Modèle:Numréro en la majeur pour cordes]]                                                                | 10 janvier 1785        | | Vienne     |
| Anh. 72  | 464a | Mouvement en la majeur pour quatuor à cordes                                                                                                | 1784 - 1785 (?)        | | Vienne     |
| 465      | 465  | Quatuor no 19 en do majeur « Les Dissonances » pour cordes                                                                                  | 14 janvier 1785        | | Vienne     |
| 466      | 466  | Concerto no 20 en ré mineur pour piano et orchestre                                                                                         | 10 février 1785        | | Vienne     |
| 467      | 467  | Concerto no 21 en do majeur pour piano avec orchestre                                                                                       | 9 mars 1785            | | Vienne     |
| 468      | 468  | « Gesellenreise », lied pour voix et orgue ou piano                                                                                         | 26 mars 1785           | | Vienne     |
| 429      | 468a | « Dir Seele des Weltalls », cantate pour deux ténors, basse et orchestre                                                                    | Après 1783             | | Vienne     |
| 469      | 469  | « Davide penitente », oratorio pour trois solistes (SST), chœur et orchestre                                                                | 1783 et mars 1785      | | Vienne     |
| 470      | 470  | Andante en la majeur pour violon et orchestre                                                                                               | 1785                   | |            |
|          | 470a | Partition de trompette et timbales pour le Concerto pour violon en mi mineur de Giovanni Battista Viotti                                    | vers avril 1785        | | Vienne (?) |
| 471      | 471  | « Die Maurerfreude », cantate pour ténor solo, chœur d'hommes (TTB) et orchestre                                                            | 20 avril 1785          | | Vienne     |
| 472      | 472  | « Der Zauberer », lied pour voix et piano                                                                                                   | 7 mai 1785             | | Vienne     |
| 473      | 473  | « Die Zufriedenheit », lied pour voix et piano                                                                                              | 7 mai 1785             | | Vienne     |
| 474      | 474  | « Die betrogene Welt », lied pour voix et piano                                                                                             | 7 mai 1785             | | Vienne     |
| 475      | 475  | Fantaisie en do mineur pour piano | 20 mai 1785            | | Vienne     |
| Anh. 26  | 475a | « Eisam bin ich meine Liebe », lied pour voix et piano (fragment)                                                                           | 1785 (?)               | | Vienne     |
| 476      | 476  | « Das Veilchen », lied pour voix et piano                                                                                                   | 8 juin 1785            | | Vienne     |
| Anh. 11a | 477a | « Per la ricuperata salute di Ophelia », cantate pour voix et piano (perdu)                                                                 | 1785                   | |            |
| 478      | 478  | Quatuor en sol mineur pour piano et cordes                                                                                                  | 16 octobre 1785        | | Vienne     |
| 479      | 479  | « Dite almeno in che mancai » pour quatuor (STBB) et orchestre                                                                              | 5 novembre 1785        | | Vienne     |
| 477      | 479a | « Maurerische Trauermusik », musique funèbre en do majeur pour orchestre                                                                    | juillet 1785           | 17 novembre 1785 pour la Loge des Douleurs afin de commémorer la mort du duc Georg August de Mecklenberg-Strelitz et du comte Franz Esterházy von Galantha | Vienne     |
| 480      | 480  | « Mandina amabile », trio (STB) avec orchestre                                                                                              | 21 novembre 1785       | | Vienne     |
| 434      | 480b | « Del gran regno dell amazoni », trio pour ténor, deux basses et orchestre (fragment)                                                       | vers fin 1785          | | Vienne (?) |
| 481      | 481  | Sonate no 33 en mi bémol majeur pour violon et piano                                                                                        | 12 décembre 1785       | | Vienne     |
| 482      | 482  | Concerto no 22 en mi bémol majeur pour piano et orchestre                                                                                   | 16 décembre 1785       | | Vienne     |
| 483      | 483  | « Zerfließet heut' geliebte Brüder », lied en si bémol majeur pour chœur d'hommes à trois voix et orgue                                     | vers décembre 1785     | | Vienne     |
| 484      | 484  | « Ihr unsere neuen Leiter », lied en sol majeur pour chœur d'hommes à trois voix et orgue                                                   | vers décembre 1785     | | Vienne     |
| 411      | 484a | Adagio en si bémol majeur pour deux clarinettes et trois cors de basset                                                                     | vers fin 1785          | | Vienne (?) |
| Anh. 95  | 484b | Allegro assai en si bémol majeur pour deux clarinettes et trois cors de basset (fragment)                                                   | vers fin 1785          | | Vienne     |
| Anh. 93  | 484c | Adagio en fa majeur pour clarinette et deux ou trois cors de basset (fragment)                                                              | vers fin 1785          | | Vienne     |
| 410      | 484d | Adagio en fa majeur pour deux cors de basset et basson                                                                                      | vers fin 1785          | | Vienne (?) |
|          | 484e | Allegro en fa majeur pour cor de basset (fragment)                                                                                          | vers fin 1785          | | Vienne     |
| 485      | 485  | Rondo en ré majeur pour piano | 10 janvier 1786        | | Vienne     |
| 486      | 486  | Der Schauspieldirektor, singspiel en un acte                                                                                                | janvier - février 1786 | | Vienne     |
| 488      | 488  | Concerto no 23 en la majeur pour piano et orchestre                                                                                         | 2 mars 1786            | | Vienne     |
| Anh. 58  | 488a | Andante en ré majeur d'un concerto pour piano et orchestre (fragment)                                                                       | vers le début de 1786  | | Vienne     |
| Anh. 63  | 488b | Rondo en la majeur d'un concerto pour piano et orchestre (fragment)                                                                         | vers le début de 1786  | | Vienne     |
| Anh. 64  | 488c | Rondo en la majeur d'un concerto pour piano et orchestre (fragment)                                                                         | vers le début de 1786  | | Vienne     |
|          | 488d | Rondo en la majeur pour un concerto pour piano (fragment)                                                                                   | vers le début de 1786  | | Vienne     |
| 489      | 489  | « Spiegarti non poss'io », duo pour soprano, ténor et orchestre                                                                             | 10 mars 1786           | | Vienne     |
| 490      | 490  | « Non più. Tutto ascoltai... Non temer amato bene », récitatif et air pour ténor, violon solo et orchestre                                  | 10 mars 1786           | | Vienne     |
| 491      | 491  | Concerto no 24 en do mineur pour piano et orchestre                                                                                         | 24 mars 1786           | | Vienne     |
| Anh. 62  | 491a | Rondo en mi bémol majeur d'un concerto pour piano et orchestre                                                                              | vers le début de 1786  | | Vienne     |
| 492      | 492  | Le nozze di Figaro, opéra-bouffe en quatre actes                                                                                            | 1er mai 1786           | | Vienne     |
| 493      | 493  | Quatuor en mi bémol majeur pour piano et cordes                                                                                             | 3 juin 1786            | | Vienne     |
| Anh. 53  | 493a | Mouvement en mi bémol majeur d'un quatuor pour piano et cordes (esquisse)                                                                   | Avant le 3 juin 1786   | | Vienne     |
| 494      | 494  | Rondo en fa majeur pour piano | 10 juin 1786           | | Vienne     |
| Anh. 98a | 494a | Concerto no 5 en mi majeur pour cor et orchestre                                                                                            | été 1786               | | Vienne     |
| 495      | 495  | Concerto no 4 en mi bémol majeur pour cor et orchestre                                                                                      | 26 juin 1786           | | Vienne     |
| Anh. 52  | 495a | Allegro en sol majeur d'un trio pour piano et cordes (fragment)                                                                             | vers 1786              | | Vienne     |
| 496      | 496  | Trio no 3 en sol majeur pour piano et cordes                                                                                                | 8 juillet 1786         | | Vienne     |
| 487      | 496a | Douze duos pour deux cors ou pour violon et alto                                                                                            | 27 juillet 1786        | | Vienne     |
| 497      | 497  | Sonate en fa majeur pour piano à quatre mains                                                                                               | 1er août 1786          | | Vienne     |
| 357      | 497a | Allegro et Andante en sol majeur pour piano à quatre mains                                                                                  | vers été 1786          | | Vienne     |
| 498      | 498  | Trio en mi bémol majeur « Kegelstatt » (« Quilles ») pour clarinette, alto et piano                                                         | 5 août 1786            | | Vienne     |
| Anh. 136 | 498a | Mouvements en si bémol majeur pour une sonate pour piano                                                                                    | 1786                   | |            |
| 499      | 499  | Quatuor no 20 en ré majeur « Hoffmeister » pour cordes                                                                                      | 19 août 1786           | | Vienne     |
| 500      | 500  | Douze variations en si bémol majeur pour piano                                                                                              | 12 septembre 1786      | | Vienne     |
| 357      | 500a | Allegro et Andante en sol majeur pour piano à quatre mains (=497a)                                                                          | vers été 1786          | | Vienne     |

## KV 501-550
| K1       | K6   | Titre | Dates de composition           | Date de création | Lieu       |
| -------- | ---- | --- | ------------------------------ | ---------------- | ---------- |
| 501      | 501  | Andante et cinq variations en sol majeur pour piano à quatre mains                                                                                                | 4 novembre 1786                |                  | Vienne     |
| Anh. 51  | 501a | Mouvement en si bémol majeur pour un trio pour piano et cordes (fragment)                                                                                         | vers 1786                      |                  | Vienne     |
| 502      | 502  | Trio no 4 en si bémol majeur pour piano et cordes | 18 novembre 1786               |                  | Vienne     |
| Anh. 60  | 502a | Mouvement en do majeur d'un concerto pour piano et orchestre (fragment)                                                                                           | vers fin 1786                  |                  | Vienne     |
| 503      | 503  | Concerto no 25 en do majeur pour piano et orchestre | 4 décembre 1786                |                  | Vienne     |
| 504      | 504  | Symphonie no 38 en ré majeur « Prague » pour orchestre | 6 décembre 1786                |                  | Vienne     |
| Anh. 105 | 504a | Mouvement en sol majeur pour une symphonie (fragment) | vers le début de décembre 1786 |                  | Vienne (?) |
| 505      | 505  | « Ch'io mi scordi di te ?... Non temer amato bene », récitatif avec rondo pour soprano, piano et orchestre                                                        | 26 décembre 1786               |                  | Vienne     |
| 506      | 506  | « Lied der Freiheit », lied pour voix et piano | vers fin 1785                  |                  | Vienne     |
|          | 506a | Mouvement en do majeur pour quatuor à cordes (cahier d'études pour Thomas Attwood)                                                                                | 1785 - 1786                    |                  |            |
| 507      | 507  | « Heiterkeit und leichtes Blut », canon en fa majeur pour deux sopranos et ténor                                                                                  | Après le 3 juin 1786           |                  | Vienne (?) |
| 508      | 508  | « Auf das Wohl aller Freunde », canon en fa majeur pour deux sopranos et ténor                                                                                    | Après le 3 juin 1786           |                  | Vienne (?) |
|          | 508a | Deux canons en fa majeur pour trois voix quatorze canons en fa majeur pour deux voix                                                                              | Après le 3 juin 1786           |                  | Vienne (?) |
|          | 508A | Canon in perpetuo (sans texte) en do majeur pour deux voix | Après le 3 juin 1786           |                  | Vienne (?) |
| 509      | 509  | Six allemandes pour orchestre | 6 février 1787                 |                  | Prague     |
| 232      | 509a | « Lieber Freistädtler lieber Gaulimauli », canon en sol majeur à quatre voix                                                                                      | Après le 4 juillet 1787        |                  | Vienne     |
|          | 509b | « Der Salzburger Lump in Wien », lustspiel (esquisse) | 1787                           |                  |            |
| Anh. 28  | 509c | « Die Liebesprobe », lustspiel en trois actes (esquisse) | 6 février 1787                 |                  |            |
| 511      | 511  | Rondo en la mineur pour piano | 11 mars 1787                   |                  | Vienne     |
| 512      | 512  | « Alcandro lo confesso... Non sò d'onde viene », récitatif et air pour basse et orchestre                                                                         | 18/19 mars 1787                |                  | Vienne     |
| 513      | 513  | « Mentre ti lascio oh figlia », air pour basse et orchestre | 23 mars 1787                   |                  | Vienne     |
| Anh. 80  | 514a | Quintette en si bémol majeur pour cordes (fragment) | vers le début de 1787          |                  | Vienne (?) |
| 515      | 515  | Quintette no 3 en do majeur pour cordes | 19 avril 1787                  |                  | Vienne     |
| Anh. 87  | 515a | Andante en fa majeur pour quintette à cordes (fragment) | vers le début d'avril 1787     |                  | Vienne (?) |
| 228      | 515b | Deux doubles canons à quatre voix | Avant le 24 avril 1787         |                  | Vienne     |
| Anh. 79  | 515c | Mouvement en la majeur pour quintette à cordes (fragment) | vers mai 1787                  |                  | Vienne (?) |
| 516      | 516  | Quintette no 4 en sol mineur pour cordes | 16 mai 1787                    |                  | Vienne     |
| Anh. 86  | 516a | Rondo en sol majeur pour quintette à cordes (fragment) | vers mai 1787                  |                  | Vienne (?) |
| 406      | 516b | Quintette no 2 en do mineur pour cordes | 1787 ou 1788                   |                  | Vienne     |
| Anh. 91  | 516c | Mouvement en si bémol majeur d'un quintette pour clarinette avec cordes (fragment)                                                                                | 1787 (?)                       |                  | Vienne (?) |
|          | 516d | Rondo en mi bémol majeur pour clarinette et cordes (fragment) | 1787 (?)                       |                  | Vienne (?) |
| Anh. 89  | 516e | Rondo pour clarinette et cordes (fragment) | 1787                           |                  |            |
|          | 516f | « Musikalisches Würfelspiel » en do majeur | 1787                           |                  | Vienne     |
| 517      | 517  | « Die Alte », lied pour voix avec piano | 18 mai 1787                    |                  | Vienne     |
| 518      | 518  | « Die Verschweigung », lied pour voix et piano | 20 mai 1787                    |                  | Vienne     |
| 519      | 519  | « Das Lied der Trennung », lied pour voix et piano | 23 mai 1787                    |                  | Vienne     |
| 520      | 520  | « Als Luise die Briefe ihres ungetreuen Liebhabers verbrannte », lied pour voix et piano                                                                          | 26 mai 1787                    |                  | Vienne     |
| 521      | 521  | Sonate en do majeur pour piano à quatre mains | 29 mai 1787                    |                  | Vienne     |
| 522      | 522  | « Ein musikalischer Spaß », divertimento en fa majeur pour orchestre                                                                                              | 14 juin 1787                   |                  | Vienne     |
| Anh. 108 | 522a | Rondo en fa majeur pour deux violons, alto, basse et deux cors (fragment)                                                                                         | vers juin 1787                 |                  | Vienne     |
| 523      | 523  | « Abendempfindung an Laura », lied pour voix et piano | 24 juin 1787                   |                  | Vienne     |
| 524      | 524  | « An Chloe », lied pour voix et piano | 24 juin 1787                   |                  | Vienne     |
| 525      | 525  | Sérénade no 13 en sol majeur « Eine kleine Nachtmusik » pour cordes                                                                                               | 10 août 1787                   |                  | Vienne     |
| Anh. 69  | 525a | Larghetto en do majeur pour cordes (fragment) | August 1787 (?)                |                  | Vienne     |
| 526      | 526  | Sonate no 34 en la majeur pour violon et piano | 24 août 1787                   |                  | Vienne     |
| Anh. 50  | 526a | Mouvement en la majeur d'une sonate pour piano et violon (fragment)                                                                                               | vers été 1787                  |                  | Vienne     |
| 527      | 527  | Don Giovanni, « dramma giocoso » en deux actes | 29 octobre 1787                |                  | Prague     |
| 528      | 528  | « Bella mia fiamma addio... Resta oh cara », récitatif et air pour soprano et orchestre                                                                           | 3 novembre 1787                |                  | Prague     |
| 529      | 529  | « Des kleinen Friedrichs Geburtstag », lied pour voix et piano | 6 novembre 1787                |                  | Prague     |
| 530      | 530  | « Das Traumbild », lied pour voix et piano | 6 novembre 1787                |                  | Prague     |
| 531      | 531  | « Die kleine Spinnerin », lied pour voix avec piano | 11 décembre 1787               |                  | Vienne     |
| 532      | 532  | « Grazie agl'inganni tuoi », trio pour soprano, ténor, basse et orchestre (inachevé)                                                                              | vers 1787                      |                  | Vienne     |
| 533      | 533  | Sonate no 15 en fa majeur pour piano | 3 janvier 1788                 |                  | Vienne     |
| 534      | 534  | Contredanse en ré majeur « Das Donnerwetter » pour orchestre | 14 janvier 1788                |                  | Vienne     |
| 535      | 535  | Contredanse en do majeur « La Bataille » pour orchestre | 23 janvier 1788                |                  | Vienne     |
|          | 535a | Trois contredanses pour orchestre (seule la version de piano subsiste)                                                                                            | vers 1788                      |                  | Vienne (?) |
| Anh. 107 | 535b | Contredanse en si bémol majeur pour orchestre | vers 1790/91                   |                  | Vienne (?) |
| 536      | 536  | Six allemandes avec trios pour orchestre | 27 janvier 1788                |                  | Vienne     |
| 537      | 537  | Concerto no 26 en ré majeur « Krönungskonzert no 1 » pour piano avec orchestre                                                                                    | 24 février 1788                |                  | Vienne     |
| Anh. 57  | 537a | Mouvement en ré majeur d'un concerto pour piano (fragment) | vers le début de 1788          |                  | Vienne     |
| Anh. 61  | 537b | Mouvement en la majeur d'un concerto pour piano avec orchestre (fragment)                                                                                         | vers le début de 1788          |                  | Vienne     |
|          | 537d | « Ich folge dir verklarter Held », air en ré majeur pour ténor, trompette et cordes pour l'oratorio Auferstehung und Himmelfart Jesu de Carl Philipp Emanuel Bach | 1788                           |                  |            |
| 538      | 538  | « Ah se il ciel benigne stelle », air pour soprano et orchestre                                                                                                   | 4 mars 1788                    |                  | Vienne     |
| 539      | 539  | « Ich möchte wohl der Kaiser sein », chant de guerre allemand pour basse et orchestre                                                                             | 5 mars 1788                    |                  | Vienne     |
| 540      | 540  | Adagio en si mineur pour piano | 19 mars 1788                   |                  | Vienne     |
|          | 540a | « Dalla sua pace », air de Don Ottavio pour l'opéra Don Giovanni, KV.527                                                                                          | 24 avril 1788                  |                  | Vienne     |
|          | 540b | « Per queste tue manine », duo de Zerlina et Leporello pour l'opéra Don Giovanni, KV.527                                                                          | 28 avril 1788                  |                  | Vienne     |
|          | 540c | « In quali eccesi... Mi tradi quell'alma ingrata », récitatif et air de Donna Elvira pour l'opéra Don Giovanni, KV.527                                            | 30 avril 1788                  |                  | Vienne     |
| 541      | 541  | Un bacio di mano, ariette pour basse et orchestre | mai 1788                       |                  | Vienne     |
| 542      | 542  | Trio no 5 en mi majeur pour piano et cordes | 22 juin 1788                   |                  | Vienne     |
| 543      | 543  | Symphonie no 39 en mi bémol majeur pour orchestre | 26 juin 1788                   |                  | Vienne     |
| 544      | 544  | Marche en ré majeur pour violon, flûte, alto, cor et violoncelle (perdu)                                                                                          | 28 juin 1788                   |                  | Vienne     |
| 545      | 545  | Sonate no 16 en do majeur pour piano | 26 juin 1788                   |                  | Vienne     |
| 546      | 546  | Adagio et fugue en do mineur pour quatuor à cordes | 26 juin 1788                   |                  | Vienne     |
| Anh. 47  | 546a | Mouvement en sol majeur pour piano et violon | vers juin 1788                 |                  | Vienne     |
| 547      | 547  | Sonate no 36 en fa majeur pour piano et violon | 10 juillet 1788                |                  | Vienne     |
| Anh. 135 | 547a | Sonate en fa majeur pour piano (douteux) | 1788                           |                  |            |
| 54       | 547b | Thème et cinq variations en fa majeur pour piano | 10 juillet 1788 (ou après)     |                  | Vienne     |
| 548      | 548  | Trio no 6 en do majeur pour piano et cordes | 14 juillet 1788                |                  | Vienne     |
| 549      | 549  | « Più non si trovano », canzonetta pour deux sopranos, basse et trois cors de basset                                                                              | 16 juillet 1788                |                  | Vienne     |
| 550      | 550  | Symphonie no 40 en sol mineur pour orchestre | 25 juillet 1788                |                  | Vienne     |

## KV 551-600
| K1       | K6   | Titre | Dates de composition  | Date de création | Lieu       | Incipit / note                                                                                              |
| -------- | ---- | --- | --------------------- | ---------------- | ---------- | --- |
| 551      | 551  | Symphonie no 41 en do majeur « Jupiter » pour orchestre | 10 août 1788          |                  | Vienne     | |
| 552      | 552  | « Beim Auszug in das Feld », lied pour voix avec piano | 11 août 1788          |                  | Vienne     | |
| 553      | 553  | Alleluia, canon en do majeur pour quatre voix | 2 septembre 1788      |                  | Vienne     | |
| 554      | 554  | Ave Maria, canon en fa majeur à quatre voix | 2 septembre 1788      |                  | Vienne     | |
| 555      | 555  | « Lacrimoso son' io », canon en la majeur à quatre voix | 2 septembre 1788      |                  | Vienne     | |
| 556      | 556  | « Grechtelt's enk », canon en sol majeur à quatre voix | 2 septembre 1788      |                  | Vienne     | |
| 557      | 557  | « Nascoso è il mio sol », canon en fa mineur à quatre voix | 2 septembre 1788      |                  | Vienne     | |
| 558      | 558  | « Gehn wir im Prater gehn wir in d'Hetz », canon en si bémol majeur à quatre voix | 2 septembre 1788      |                  | Vienne     | |
| 559      | 559  | « Difficile lectu mihi mars », canon en fa majeur à trois voix | 2 septembre 1788      |                  | Vienne     | |
|          | 559a | « O du eselhafter Peierl », canon en fa majeur à quatre voix | 1785 - 1787           |                  | Vienne     | |
| 560      | 560  | « O du eselhafter Martin (Jakob) », canon en fa majeur à quatre voix | 2 septembre 1788      |                  | Vienne     | |
| 561      | 561  | « Bona nox ! bist a rechta Ox », canon en la majeur à quatre voix | 2 septembre 1788      |                  | Vienne     | |
| 562      | 562  | « Caro bell' idol mio », canon en la majeur à trois voix | 2 septembre 1788      |                  | Vienne     | |
|          | 562a | Canon (sans texte) en si bémol majeur à quatre voix |                       |                  | Vienne (?) | |
|          | 562b | Étude en canon en fa majeur | 1788                  |                  |            | |
| Anh. 191 | 562c | Canon en do majeur à quatre voix pour deux violons, alto et basse |                       |                  | Vienne (?) | |
|          | 562d | « Darum so trinkt », duo pour deux soprani avec accompagnement de basse (perdu) | 1788                  |                  |            | |
| Anh. 66  | 562e | Trio en sol majeur « di sei pezzi » pour cordes | vers septembre 1788   |                  | Vienne (?) | |
| 563      | 563  | Divertimento en mi bémol majeur pour cordes | 27 septembre 1788     |                  | Vienne     | |
| 564      | 564  | Trio no 7 en sol majeur pour piano et cordes | 27 octobre 1788       |                  | Vienne     | |
| 565      | 565  | Deux contredanses pour orchestre (perdu) | 1788                  |                  |            | |
|          | 565a | Contredanse en ré majeur sans instrumentation |                       |                  |            | |
| 566      | 566  | Acis und Galatea, pour solistes (STTB), chœur (SATTB) et orchestre (réorchestration de l'œuvre de Georg Friedrich Haendel)                                                                              | novembre 1788         |                  | Vienne     | |
| 567      | 567  | Six allemandes avec trios pour orchestre | 6 décembre 1788       |                  | Vienne     | |
| 568      | 568  | Douze menuets avec trios pour orchestre | 24 décembre 1788      |                  | Vienne     | |
| 569      | 569  | « Ohne Zwang aus eignem Triebe », air pour voix et orchestre (perdu) | 1789                  |                  |            | |
| Anh. 31  | 569a | Mouvement en si bémol majeur pour une sonate pour piano (fragment) | 1787 - 1789           |                  | Vienne (?) | |
| 570      | 570  | Sonate no 17 en si bémol majeur pour piano | février 1789          |                  | Vienne     | |
| 571      | 571  | Six allemandes avec trios pour orchestre | 21 février 1789       |                  | Vienne     | |
| Anh. 5   | 571a | « Caro mio Druck und Schluck », quatuor pour soprano, deux ténors, basse et piano (fragment) | vers le début de 1789 |                  | Vienne (?) | |
| Anh. 106 | 571A | Menuet en la majeur pour orchestre | 1789                  |                  |            | |
| 572      | 572  | Der Messias, pour solistes (SATB), chœur (SATB), cordes, deux hautbois, deux trompettes et timbales (réorchestration de l'œuvre de Georg Friedrich Haendel)                                             | février - mars 1789   |                  | Vienne     | |
| Anh. 4   | 572a | « Lebet wohl wir sehn uns wieder... Heult noch gar wie alte Weiber », double canon à six voix (perdu)                                                                                                   | 1789                  |                  |            | |
| 573      | 573  | Neuf variations en ré majeur pour piano sur le menuet de la 6e sonate pour violoncelle de l'opus 4 de Jean-Pierre Duport                                                                                | 29 avril 1789         |                  | Potsdam    | |
| 574      | 574  | Gigue en sol majeur pour piano | 16 mai 1789           |                  | Leipzig    | |
| 575      | 575  | Quatuor no 21 en ré majeur pour cordes | juin 1789             |                  | Vienne     | |
| 576      | 576  | Sonate no 18 en ré majeur pour piano | juillet 1789          |                  | Vienne     | |
| Anh. 34  | 576a | Menuet en ré majeur pour piano |                       |                  |            | |
| 355      | 576b | Menuet en ré majeur pour piano | 1789/90 (?)           |                  | Vienne     | |
| 577      | 577  | « Als desio di chi t'adora », rondo pour soprano et orchestre | juillet 1789          |                  | Vienne     | |
| 578      | 578  | « Alma grande e nobil core », air pour soprano et orchestre | août 1789             |                  | Vienne     | |
| 579      | 579  | « Un moto di gioia », air pour soprano et orchestre | vers août 1789        |                  | Vienne     | |
| 580      | 580  | « Schon lacht der holde Frühling », air pour soprano et orchestre | 17 septembre 1789     |                  | Vienne     | |
| Anh. 94  | 580a | Adagio en do majeur pour cor anglais, deux cors et basson ou clarinette et trois cors de basset (fragment)                                                                                              | vers septembre 1789   |                  | Vienne     | |
| Anh. 90  | 580b | Quintette en fa majeur pour clarinette, cor de basset et cordes (fragment) | 1789 (?)              |                  | Vienne (?) | |
| 581      | 581  | Quintette en la majeur « Stadler » pour clarinette et cordes | 29 septembre 1789     |                  | Vienne     | |
| Anh. 88  | 581a | Mouvement de quintette en la majeur pour clarinette et cordes (fragment) | 1789 (?)              |                  | Vienne (?) | |
| 582      | 582  | « Chi sà chi sà qual sia », air pour soprano et orchestre | octobre 1789          |                  | Vienne     | |
| 583      | 583  | « Vado ma dove ? oh Dei ! », air pour soprano et orchestre | octobre 1789          |                  | Vienne     | |
| 584      | 584  | « Rivolgete a lui lo sguardo », air pour basse et orchestre | décembre 1789         |                  | Vienne     | |
| 585      | 585  | Douze menuets avec trios pour orchestre | décembre 1789         |                  | Vienne     | |
| 586      | 586  | Douze allemandes avec trios pour orchestre | décembre 1789         |                  | Vienne     | |
| 587      | 587  | Contredanse en do majeur « Der Sieg vom Helden Koburg » pour orchestre | décembre 1789         |                  | Vienne     | |
| Anh. 74  | 587a | Mouvement en sol majeur pour quatuor à cordes | fin 1789 (?)          |                  | Vienne     | |
| 588      | 588  | Così fan tutte, opéra-bouffe en deux actes | 26 janvier 1790       |                  | Vienne     | |
| 106      | 588a | Ouverture en ré majeur et contredanses pour orchestre | vers janvier 1790     |                  |            | |
| 236      | 588b | Andantino : thème et variations en mi bémol majeur pour piano sur l'air « Non vi turbate no » de l'opéra Alceste, de Christoph Willibald Gluck (fragment - douteux)                                     |                       |                  |            | |
| 589      | 589  | Quatuor no 22 en si bémol majeur pour cordes | mai 1790              |                  | Vienne     | |
| Anh. 68  | 589a | Mouvement en si bémol majeur pour quatuor à cordes (fragment) | 1790 (?)              |                  | Vienne (?) | |
| Anh. 73  | 589b | Rondo en fa majeur pour quatuor à cordes (fragment) | 1790 (?)              |                  | Vienne (?) | |
| 590      | 590  | Quatuor no 23 en fa majeur pour cordes | juin 1790             |                  | Vienne     | |
| Anh. 29  | 590a | Mouvement en fa majeur pour une sonate pour piano (fragment) | 1787 - 1789           |                  | Vienne (?) | |
| Anh. 30  | 590b | Rondo en fa majeur d'une sonate pour piano (fragment) | 1787- 1789            |                  | Vienne (?) | |
| Anh. 37  | 590c | Rondo en fa majeur d'une sonate pour piano (fragment) | 1787 - 1789           |                  | Vienne (?) | |
| 312      | 590d | Allegro en sol mineur pour piano | 1790/91               |                  | Vienne (?) | La lecture audio n'est pas prise en charge dans votre navigateur. Vous pouvez télécharger le fichier audio. |
| 591      | 591  | Das Alexander-Fest pour solistes (STB), chœur (SATB), cordes, deux flûtes, deux hautbois, trois bassons, deux cors, deux trompettes et timbales (réorchestration de l'œuvre de Georg Friedrich Haendel) | juillet 1790          |                  | Vienne     | |
| 592      | 592  | Ode auf St. Caecilia pour solistes (ST), chœur (SATB), cordes, flûte, luth, deux hautbois, deux trompettes et timbales (réorchestration de l'œuvre de Georg Friedrich Haendel)                          | juillet 1790          |                  | Vienne     | |
| 625      | 592a | « Nun liebes Weibchen ziehst mit mir », duo comique pour soprano, basse et orchestre | vers fin août 1790    |                  | Vienne (?) | |
| Anh. 83  | 592b | Mouvement en ré majeur pour quintette à cordes (fragment) | 1790                  |                  |            | |
| 593      | 593  | Quintette no 5 en ré majeur pour cordes | décembre 1790         |                  | Vienne     | |
| Anh. 35  | 593a | Adagio en ré mineur pour orgue (fragment) | vers fin 1790         |                  | Vienne (?) | |
| 594      | 594  | Adagio et Allegro en fa mineur pour orgue | fin 1790              |                  | Vienne     | |
| 595      | 595  | Concerto no 27 en si bémol majeur pour piano et orchestre | 5 janvier 1791        |                  | Vienne     | |
| 596      | 596  | « Sehnsucht nach dem Frühlinge », lied pour voix et piano | 14 janvier 1791       |                  | Vienne     | |
| 597      | 597  | « Der Frühling », lied pour voix et piano | 14 janvier 1791       |                  | Vienne     | |
| 598      | 598  | « Das Kinderspiel », lied pour voix et piano | 14 janvier 1791       |                  | Vienne     | |
| 599      | 599  | Six menuets avec trios pour orchestre | 23 janvier 1791       |                  | Vienne     | |
| 600      | 600  | Six allemandes avec trios pour orchestre | 29 janvier 1791       |                  | Vienne     | |

## KV 601-626
| K1         | K6      | Titre | Dates de composition | Date de création | Lieu       |
| ---------- | ------- | --- | -------------------- | ---------------- | ---------- |
| 601        | 601     | Quatre menuets avec trios pour orchestre                                                                           | 5 février 1791       |                  | Vienne     |
| 602        | 602     | Quatre allemandes avec trios pour orchestre                                                                        | 5 février 1791       |                  | Vienne     |
| 603        | 603     | Deux contredanses pour orchestre                                                                                   | 5 février 1791       |                  | Vienne     |
| 604        | 604     | Deux menuets avec trios pour orchestre                                                                             | 12 février 1791      |                  | Vienne     |
| 605        | 605     | Trois allemandes avec trios pour orchestre                                                                         | 12 février 1791      |                  | Vienne     |
| 607        | 605a    | Contredanse en mi bémol majeur « Il trionfo delle donne » pour orchestre                                           | 28 février 1791      |                  | Vienne     |
| 606        | 606     | Six danses allemandes « Ländlerische Tänze » pour cordes                                                           | 28 février 1791      |                  | Vienne     |
| 608        | 608     | Fantaisie en fa mineur pour orgue mécanique                                                                        | 3 mars 1791          |                  | Vienne     |
| 609        | 609     | Cinq contredanses pour orchestre                                                                                   | 1791                 |                  | Vienne (?) |
| 610        | 610     | Contredanse en sol majeur « Les Filles malicieuses » pour orchestre                                                | 6 mars 1791          |                  | Vienne     |
| 611        | 611     | Allemande en do majeur avec trio « Die Leyerer » pour orchestre                                                    | 6 mars 1791          |                  | Vienne     |
| 612        | 612     | « Per questa bella mano », air pour basse et orchestre                                                             | 8 mars 1791          |                  | Vienne     |
| 613        | 613     | Huit variations en fa majeur pour piano sur « Ein Weib ist das herrlichste Ding » de Benedikt Schack ou Franz Gerl | mars - avril 1791    |                  | Vienne     |
| Anh. 81    | 613a    | Mouvement en mi bémol majeur pour quintette à cordes (fragment)                                                    | avril 1791           |                  | Vienne (?) |
| Anh. 82    | 613b    | Mouvement en mi bémol majeur pour quintette à cordes (fragment)                                                    | avril 1791           |                  | Vienne (?) |
| 614        | 614     | Quintette no 6 en mi bémol majeur pour cordes                                                                      | 12 avril 1791        |                  | Vienne     |
| 615        | 615     | « Viviamo felici in dolce contento », chœur final avec orchestre pour l'opéra Le gelosie villane de Giuseppe Sarti | 1791                 |                  |            |
|            | 615a    | Andante en fa majeur pour orgue (fragment)                                                                         | 1791                 |                  |            |
| 616        | 616     | Andante en fa majeur pour une valse pour petit orgue                                                               | 4 mai 1791           |                  | Vienne     |
| Anh. 92    | 616a    | Fantaisie en do majeur pour armonica de verre, flûte, hautbois, alto et violoncelle (fragment)                     | Après le 23 mai 1791 |                  | Vienne     |
| 617        | 617     | Adagio en do mineur et rondo en do majeur pour armonica de verre, flûte, hautbois, alto et violoncelle             | 23 mai 1791          |                  | Vienne     |
| 356        | 617a    | Adagio en do majeur pour armonica de verre                                                                         | 1791 (?)             |                  | Vienne (?) |
| 618        | 618     | Ave verum corpus, motet pour chœur à quatre voix, cordes (2 violons, alto, basse) et orgue                         | 17/18 juin 1791      |                  | Baden      |
| 619        | 619     | « Die ihr des unermeßlichen Weltalls Schöpfer ehrt », cantate maçonnique pour voix et piano                        | juillet 1791         |                  | Vienne     |
| 620        | 620     | Die Zauberflöte, singspiel en deux actes                                                                           | 30 septembre 1791    |                  | Vienne     |
| Anh. 102   | 620a    | Ouverture en mi bémol majeur pour orchestre [fragment]                                                             | septembre 1791       |                  |            |
| Anh. 78    | 620b    | Étude de contrepoint en si mineur pour cordes                                                                      | septembre 1791 (?)   |                  | Vienne (?) |
| 621        | 621     | La clemenza di Tito, opera seria en deux actes                                                                     | 6 septembre 1791     |                  | Prague     |
| Anh. 245   | 621a    | « Io ti lascio oh cara addio », air pour basse et cordes                                                           | 1791                 |                  | Prague     |
|            | 621b    | Mouvement en sol majeur d'un concerto pour cor de basset et orchestre (fragment)                                   |                      |                  |            |
| 622        | 622     | Concerto en la majeur pour clarinette et orchestre                                                                 | vers octobre 1791    |                  | Vienne     |
| 623        | 623     | « Laut verkünde unsre Freude », cantate maçonnique pour deux ténors, basse et orchestre                            | 15 novembre 1791     |                  | Vienne     |
|            | 623a    | « Laßt uns mit geschlungenen Händen », cantate maçonnique (fragment du chœur final du précédent)                   | novembre 1791        |                  | Vienne     |
| 624        | 624     | Cadences pour concertos de piano                                                                                   | 1768/91              |                  |            |
| 626        | 626     | Requiem en ré mineur pour solistes (SATB), chœur à quatre voix et orchestre                                        | fin 1791             |                  | Vienne     |
| 3 Anh. 284 | C.27-09 | La Tartine de beurre (pièce apocryphe pour piano)                                                                  |                      |                  |            |

## KV 627-721
| K1 | K6 | K9  | Titre                                                                                 | Dates de composition  | Date de création    | Lieu             |
| -- | -- | --- | ------------------------------------------------------------------------------------- | --------------------- | ------------------- | ---------------- |
|    |    | 627 | Mouvement d'un concerto pour piano et orchestre (perdu)                               | 9 Juin 1763           |                     | Salzbourg        |
|    |    | 628 | Divertissement en do majeur pour piano à quatre mains (perdu)                         | 1764-1765             |                     | Londres          |
|    |    | 629 | Deux pièces pour piano (fragment)                                                     | 1765                  |                     |                  |
|    |    | 630 | Sonate en ré majeur pour violon (douteux)                                             | 1766                  |                     |                  |
|    |    | 631 | Air pour voix et orchestre (perdu)                                                    | 1765-1766             |                     | Londres, La Haie |
|    |    | 632 | Pièce instrumental en do majeur (douteux)                                             | 1765-1766             |                     |                  |
|    |    | 633 | Air « Quel destrier che all'albergo è vicino » (douteux, perdu)                       | 1765-1766             |                     | Londres          |
|    |    | 634 | Polonaise en fa majeur (douteux)                                                      | 1767                  |                     | Londres          |
|    |    | 635 | Pièce en sol majeur pour piano (douteux, perdu)                                       | 1767                  |                     | Salzbourg        |
|    |    | 636 | Mouvement de concerto en sol majeur (douteux)                                         | 1767                  |                     | Salzbourg        |
|    |    | 637 | Air « Oragna figata fa marina gamina fa » pour deux voix (fragment)                   | 1766                  |                     |                  |
|    |    | 638 | Pièce instrumentale en sol dièse majeur pour orchestre                                | 1766                  |                     |                  |
|    |    | 639 | Pièce dédiée à Maximilien III Joseph (perdu)                                          | 9 novembre 1766       |                     |                  |
|    |    | 640 | Pièce pour violon seul (perdu)                                                        | 1766 - septembre 1768 |                     |                  |
|    |    | 641 | Pièce pour viole de gambe seule (perdu)                                               | 1766 - septembre 1768 |                     |                  |
|    |    | 642 | Pièce dédiée à Népomucène Wolff (perdu)                                               | 1767                  |                     | Olomouc          |
|    |    | 643 | Symphonies (perdu)                                                                    | 1768                  |                     |                  |
|    |    | 644 | Airs (perdu)                                                                          | Juillet 1768          |                     | Vienne           |
|    |    | 645 | Six trios pour deux violons et violoncelle (perdu)                                    | Septembre 1768        |                     |                  |
|    |    | 646 | Air « Cara, se le mie pene » pour soprano et orchestre                                | 1769                  |                     |                  |
|    |    | 647 | Air en ré majeur pour soprano et orchestre (fragment)                                 | 1769                  |                     |                  |
|    |    | 648 | Serenade « Ganz kleine Nachtmusik » en do majeur pour trio à cordes                   | 1766-1769             |                     |                  |
|    |    | 649 | Pièce en do majeur pour piano (douteux)                                               | 1769                  |                     |                  |
|    |    | 650 | Allegro en do majeur pour clavier (douteux)                                           | 1769                  |                     |                  |
|    |    | 651 | Deux motets pour soprano et orchestre (perdu)                                         | Février 1770          |                     | Milan            |
|    |    | 652 | Motet « Venti, fulgura, procellae » en sol majeur pour soprano et orchestre (douteux) | 1770-1780             |                     | Milan            |
|    |    | 653 | Cassation en do majeur pour orchestre (perdu)                                         | 1764-1771             | Identique au K.41g? | Milan            |
|    |    | 654 | Offertoire « O supremum coeli Numen » en do majeur (douteux)                          | 1771                  |                     |                  |
|    |    | 655 | Deux sonates d'église en ré majeur et do majeur (perdu)                               | 1771                  |                     | Salzbourg        |
|    |    | 656 | Pièce en do majeur pour piano (fragment)                                              | 1771                  |                     |                  |
|    |    | 657 | Pièces pour piano « Ascanio in Alba » (douteux)                                       | 7 septembre 1771      |                     | Milan            |
|    |    | 658 | Ballet « Ascanio in Alba » (fragment, douteux)                                        | 1771                  |                     | Milan            |
|    |    | 659 | Vingt variations en do majeur pour clavier (douteux)                                  | 1771                  |                     |                  |
|    |    | 660 | Fugue en ré mineur pour clavier (fragment)                                            | 1771-1773             |                     | Salzbourg        |

## Version traduite
- Le Petit Köchel, œuvres de Mozart [« Der kleine Köchel, Mozarts Werke »] (trad. de l'allemand), Éditions Leduc / Breitkopf & Härtel, 1956, 115 pages :« livre de poche, condensé établi d'après la 3e édition du catalogue. »

## Enregistrements
À l'occasion de dates anniversaires de Mozart, certaines maisons d'édition phonographiques publient les enregistrements complets du compositeur comme Philips pour les 200 ans en 1991, et Universal pour les 225 ans (deux cents CD au total) en 2016, en s'appuyant sur les mises à jour les plus récentes du catalogue Köchel, en collaboration notamment avec la Salzburg Mozarteum Foundation.